# Liste der Bismarckdenkmale in Deutschland

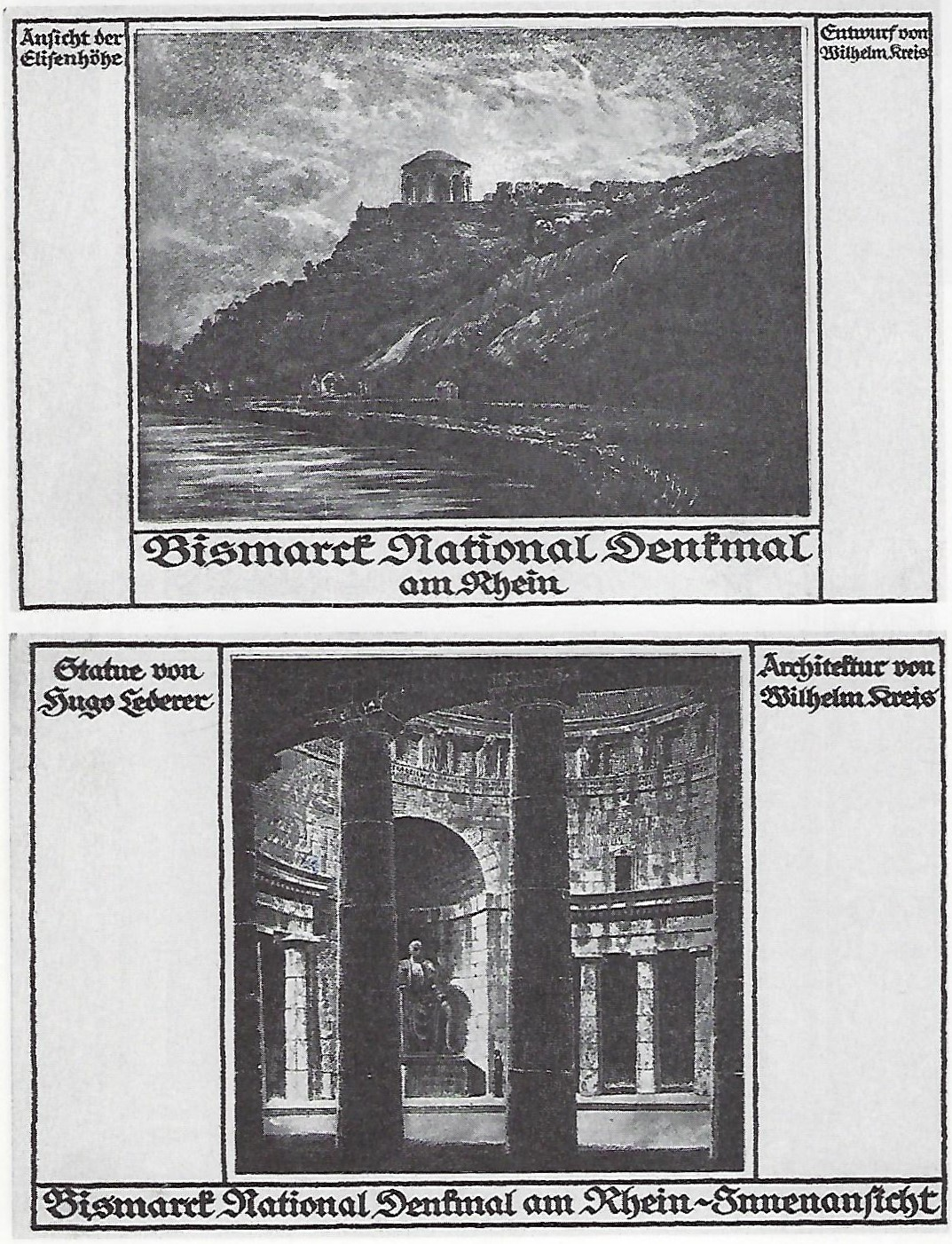
Bismarck National Denkmal am Rhein, Elisenhöhe bei Bingerbrück, nicht gebaut

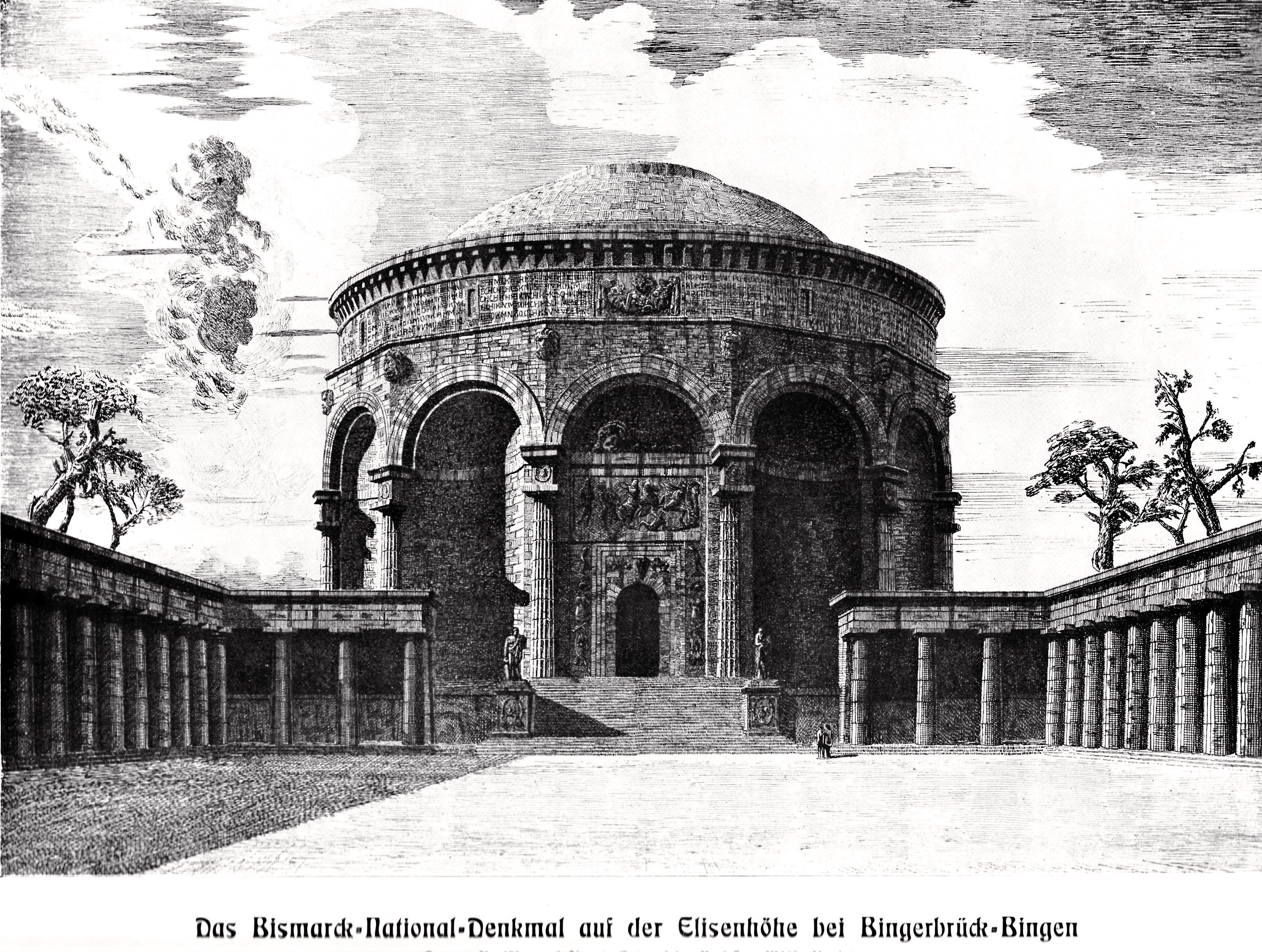
Bismarck-National-Denkmal auf Elisenhöhe

Die Liste der Bismarckdenkmale in Deutschland umfasst alle belegbaren Denkmale für Otto von Bismarck in den heutigen Grenzen Deutschlands.

## Einführung
Zu Ehren des langjährigen preußischen Ministerpräsidenten und ersten deutschen Reichskanzlers wurden ab 1868 an vielen Orten in Deutschland Bismarckdenkmale errichtet. Heute als nationalistischer Kult apostrophiert, stehen sie für Verehrung und Dankbarkeit gegenüber dem „Schmied des Reiches“. Sie spiegeln auch den Stolz auf Deutschlands Weltgeltung in Wissenschaft, Industrie und Sozialpolitik, auf seine militärische Stärke und vorbildliche Verwaltung. In Hinblick auf Bismarck reicht diese überbordende Erinnerungskultur von Gedenktafeln bis zu ausgedehnten baulichen Anlagen mit mehreren Figurengruppen. Beispiele sind das 1945 gesprengte Bismarck-Nationaldenkmal (Aabenraa) in Nordschleswig und das erhaltene, jedoch etwas reduzierte Bismarck-Nationaldenkmal (Berlin) im Großen Tiergarten. Nach den Krieger- und Siegesdenkmälern für die Deutschen Einigungskriege und nach den Kaiser-Wilhelm-Denkmalen waren die Bismarckdenkmäler die dritte große Denkmalwelle des deutschen Kaiserreichs.

## Verwendete Kürzel
| Land                    | Kürzel | Personen, Künstler | Kürzel |
| ----------------------- | ------ | ------------------ | ------ |
| Baden-Württemberg       | BW     | Architekt          | A      |
| Bayern                  | BY     | Bildhauer          | BH     |
| Berlin                  | BE     | Stifter            | St     |
| Brandenburg             | BB     |                    |        |
| Freie Hansestadt Bremen | HB     |                    |        |
| Hamburg                 | HH     |                    |        |
| Hessen                  | HE     |                    |        |
| Mecklenburg-Vorpommern  | MV     |                    |        |
| Niedersachsen           | NI     |                    |        |
| Nordrhein-Westfalen     | NW     |                    |        |
| Rheinland-Pfalz         | RP     |                    |        |
| Saarland                | SL     |                    |        |
| Sachsen                 | SN     |                    |        |
| Sachsen-Anhalt          | ST     |                    |        |
| Schleswig-Holstein      | SH     |                    |        |
| Thüringen               | TH     |                    |        |

## Bismarckdenkmale in Deutschland
A
B
C
D
E
F
G
H
I
J
K
L
M
N
O
P
Q
R
S
T
U
V
W
X
Y
Z
| Abb./Foto                                     | Ort, Standort                                                                                                  | Land | Art | entstanden                               | Verbleib | Künstler |
| A                                             | |      | |                                          | | |
| --------------------------------------------- | --- | ---- | --- | ---------------------------------------- | --- | --- |
|                                               | Aachen im Stadtwald, heute Friedhof                                                                            | NW   | Turm aus Grauwacke und Basalt in Form eines stilisierten Buchstabens B, mit 5 m hoher, gewölbter Herzogskrone, Gesamthöhe 23 m | 1905–1907                                | 1999/2000 saniert | Georg Frentzen, Aachen (A); Karl Krauss (BH)                                                                          |
|                                               | Aken Bismarckplatz                                                                                             | ST   | gepflanzte Eiche, Ziergitter mit Bismarckrelief, Wappen und zwei Tafeln | 1895                                     | Gitter 1993 erneuert, ohne Bismarckhinweise | Major Placke (St) |
|                                               | Albersdorf Ehrenhain Mühlenstraße / Süderstraße                                                                | SH   | gepflanzte Eiche mit Gedenkstein | vermutlich 1915                          | Eiche nicht mehr vorhanden, die gegenüberliegende Eiche mit Gedenkstein für Hindenburg steht noch | |
|                                               | Altena Lüdenscheider Straße                                                                                    | NW   | Bronzestandbild auf quadratischem Sockel aus Sandsteinquadern | 1895                                     | um 1942 demontiert und eingeschmolzen, Sockel nach 1945 abgebrochen | Arnold Künne, Berlin (BH)                                                                                             |
|                                               | Altenburg im Herzog-Ernst-Wald (Stadtwald), heute Kinder- und Jugendzentrum                                    | TH   | Quadratischer Turm als Aussichtsturm aus Stampfbeton, Höhe 33 m | 1914–1915                                | erhalten | Alfred Wanckel (A); Otto Pech (BH)                                                                                    |
|                                               | Altenkirchen Bergstraße, am Dorn                                                                               | RP   | Bismarckturm als Aussichtsturm aus Sandstein und Basalt mit Bronzemedaillon, Höhe 14 m | 1922                                     | 1942 Medaillon demontiert und eingeschmolzen, 1963 neues Medaillon | 1963: Hoffmann-Schlöndorf Mammelzen (BH)                                                                              |
|                                               | Altentreptow am Klosterberg                                                                                    | MV   | großer Gedenkstein, Findling mit Inschrift | 1915                                     | 1965 Inschrift entfernt | größter Findling Norddeutschlands                                                                                     |
|                                               | Alt Schönau westlich gelegene Anhöhe                                                                           | MV   | Pyramide aus Quadermauerwerk mit fünf Bronzetafeln, Höhe 3 m |                                          | ohne Bronzetafeln erhalten | |
|                                               | Annaberg-Buchholz Theaterplatz                                                                                 | SN   | Bronzestandbild auf abgestuftem, quadratischem Sockel | 1900                                     | 1942 demontiert und eingeschmolzen, Sockel nach 1945 abgebrochen | Max Meißner (BH) |
|                                               | Annaberg-Buchholz Waldschlößchenpark                                                                           | SN   | Bronzebüste auf hohem rechteckigem Sockel aus Granit mit Inschrift | 1895                                     | verschollen | Felix Görling (BH) |
|                                               | Ansbach Kaiserhöhe, Schloßstraße                                                                               | BY   | Bismarck-Säule aus Muschelkalk auf quadratischer Grundfläche als Aussichtsturm, Höhe 70 m | 1903                                     | erhalten | Josef Förster, Ansbach (A) (in starker Abwandlung des Typenentwurfs „Götterdämmerung“ von Wilhelm Kreis (A))          |
|                                               | Apolda Mattstedter Berg (B 87)                                                                                 | TH   | Quadratischer Aussichtsturm aus Kalk- und Sandstein mit Inschrift und Bronzemedaillon, Höhe 23 m | 1904                                     | Turm erhalten, Bismarckrelief verschollen | Adolf Günther, Apolda (A)                                                                                             |
|                                               | Arnstadt Marktplatz                                                                                            | TH   | Brunnen, stilisierter Baum aus Bronze | 1909                                     | 1943 demontiert und teilweise eingeschmolzen, einzelne Teile noch vorhanden, ergänzter Wiederaufbau 2013 | Georg Wrba, Dresden (BH)                                                                                              |
|                                               | Artern Neues Rathaus                                                                                           | TH   | Steinstatue unter Baldachin, Bismarck als Roland darstellend, an der Gebäudekante über dem Eingang zum Ratskeller | 1907                                     | 1951 von FDJ-lern entfernt, 1994 erneuert | 1907: Paul Juckoff (BH) 1994: Christian Späthe und Karin Peiler (BH)                                                  |
|                                               | Ascheffel Aschberg                                                                                             | SH   | Statue in Kupfertreibarbeit, ehemals Teil des Bismarck-Denkmals in Apenrade, 1919 dort entfernt und hier auf Sockel aus Feldsteinen neu aufgestellt; Sockel in Apenrade am 17. August 1945 gesprengt                                                                | 1901 (1919)                              | erhalten | Adolf Brütt (BH) |
|                                               | Aschersleben Burgruine Askania                                                                                 | ST   | Gedenkstein mit Bronzemedaillon auf Feldsteinsockel | 1895                                     | um 1954 zerstört | |
|                                               | Assenhausen auf der Rottmannshöhe am Ostufer des Starnberger Sees                                              | BY   | Quadratischer Turm aus Tuffstein und Kalkstein, umgebende Wandelhalle mit 16 offenen Bögen, Höhe 30 m | 1899                                     | erhalten | Theodor Fischer, München (A); Joseph Floßmann und Georg Wrba, München (BH)                                            |
|                                               | Aue Stadtpark am Zwitterberg                                                                                   | SN   | hoher Gedenkstein mit Bronzemedaillon und Eisengusstafeln | 1895                                     | Bronzemedaillon und Eisengusstafeln nach 1945 verschollen, zum Mahnmal umgestaltet | |
|                                               | Auerbach (Vogtland) an der Zentralschule, heute Goetheschule                                                   | SN   | Bronzestandbild auf quadratischen Sockel aus rotem Meißner Granit | 1900                                     | nach 1945 verschollen, Sockel später abgebrochen | Reinhard Schnauder, Dresden (BH)                                                                                      |
|                                               | Augsburg Stadtgarten, vor der Ausstellungshalle                                                                | BY   | Bronzebüste auf quadratischem Sockel | 1897                                     | 1944 bei Bombenangriff beschädigt und abgebaut, nach 1950 verschollen | Joseph Wilhelm Menges (BH)                                                                                            |
|                                               | Augsburg-Steppach Steppacher Berg                                                                              | BY   | Quadratische Bismarck-Säule als Aussichtsturm aus Tuffstein mit Steinwappen und Reichsadler, Höhe 20,5 m | 1905                                     | erhalten und saniert | Wilhelm Kreis (A) (Typenentwurf Götterdämmerung); Schülein (Steinmetz)                                                |
|                                               | Auleben Anhöhe Auf dem Fürstenholz (Privatgelände)                                                             | TH   | Quadratischer Turm als Aussichtsturm aus Naturstein mit Bronzemedaillon, Höhe 7,9 m | 1905                                     | um 1969 in Thomas-Müntzer-Turm umbenannt, erhalten | |
|                                               | Aumühle-Hofriede Berliner Platz                                                                                | SH   | Runder Turm aus Ziegelmauerwerk als Aussichtsturm kombiniert mit Wasserturm, Höhe 28 m, Kupferbüste im Turmaufgang | 1901                                     | erhalten, 2004 saniert, neue Büste aus Sandstein | Emil Specht (St); Hermann Schomburgk, Hamburg (A); Harro Magnussen (BH) und C. Birk                                   |
|                                               | Aumühle-Hofriede südöstlich neben dem Bismarckturm                                                             | SH   | Behauener Gedenkstein mit Relief und zwei Adlern | 1915 (enthüllt 1924)                     | erhalten, gepflegt | Leo von Moos (BH) |
|                                               | Aumühle-Hofriede auf dem Waldfriedhof Börnsener Straße                                                         | SH   | Bismarck-Gedächtniskirche, Mausoleum, Bismarck-Gedenkstätte | 1930                                     | erhalten, 1967 im Inneren verändert | Heinrich Bomhoff und Hermann Schöne, Hamburg (A)                                                                      |
|                                               | Aurich Emder Straße 1                                                                                          | NI   | Gedenktafel am Gebäude | 1907                                     | erhalten | |
| B                                             | |      | |                                          | | |
|                                               | Backnang Bahnhofsplatz                                                                                         | BW   | Bronzebüste auf einer Granitstele | 1909                                     | 1945 verschollen | Adolf Donndorf, Dresden (BH)                                                                                          |
|                                               | Bad Bentheim Bismarckplatz                                                                                     | NI   | Sandstein-Standbild auf Findlingssockel | 1901                                     | erhalten, beschädigt | August Schmiemann, Münster (BH)                                                                                       |
|                                               | Bad Bergzabern Festplatz                                                                                       | RP   | Achteckiger Holzturm mit Vorhalle | 1895                                     | 1959 wegen Baufälligkeit abgebrochen | |
|                                               | Bad Berka auf der Trebe                                                                                        | TH   | Hoher Gedenkstein mit Medaillon aus Eisenguss | 1908                                     | Medaillon verschollen, Stein in den Kurpark versetzt und zum Denkmal für drei erschossene Sowjetsoldaten umgewidmet | |
|                                               | Bad Berleburg am Westhang des Großen Höllscheids                                                               | NW   | Quadratische Bismarcksäule als Feuersäule aus Sandstein-Quadermauerwerk mit Medaillon | 1911                                     | erhalten, 1989 und 2007 saniert | Wilhelm Kreis (A) (Typenentwurf „Götterdämmerung“)                                                                    |
|                                               | Bad Bertrich Anhöhe Hohe Lei                                                                                   | RP   | Runder Turm als Aussichtsturm aus Grauwacke mit Medaillon, Höhe 14 m | 1910                                     | Medaillon 1942 demontiert und eingeschmolzen, 1960 ersetzt | |
|                                               | Bad Düben an der Mulde Kurpark                                                                                 | SN   | Gedenkstein, Granitblock mit Bronzemedaillon und zwei Eichen | 1897                                     | nach 1945 samt Bronzemedaillon verschollen | |
|                                               | Bad Dürkheim Anhöhe Peterskopf                                                                                 | RP   | Aussichtsturm aus Sandstein mit Sandsteinwappen und Medaillon, Höhe 35 m | 1903                                     | 1945 schwer beschädigt, schrittweiser Wiederaufbau | Fritz Kunst, Karlsruhe (A)                                                                                            |
|                                               | Bad Ems Anhöhe Klopp                                                                                           | RP   | Bismarck-Säule als Feuersäule aus Quarzitgestein mit Bronzemedaillon und Wappen, Höhe 12,5 m | 1901                                     | 1977 Anbau einer Gaststätte, Turm sanierungsbedürftig, Gaststätte nicht bewirtschaftet | Wilhelm Kreis (A) (Typenentwurf „Götterdämmerung“)                                                                    |
|                                               | Bad Freienwalde (Oder) Malchower Burgberg, Toppenberg                                                          | BB   | Runder, aus Feldsteinen gemauerter Aussichtsturm mit Inschrifttafel in Bronze, Höhe 28 m | 1895                                     | erhalten | |
|                                               | Bad Harzburg Anhöhe Großer Burgberg vor dem Burgberg-Hotel                                                     | NI   | Gedenkobelisk aus weißem Granit, quadratischer Sockel, abgestuft mit Bronzemedaillon und Wappen sowie Inschrifttafeln, Höhe 15,5 m | 1877                                     | erhalten | Friedrich Wilhelm Engelhardt, Hannover, und Theodor Strümpell, Braunschweig (BH)                                      |
|                                               | Bad Harzburg Villa Riefenthal                                                                                  | NI   | Bronzebüste auf hohen Granitsockel | 1899                                     | unbekannt | Fritz Schaper, Berlin (BH)                                                                                            |
|                                               | Bad Homburg-Dornholzhausen Gelände des Schützenvereins 1390, Werksgelände Eli Lilly, Kirdorf, Usinger Weg 100  | HE   | Bronzebüste auf rundem Granitsockel, Gedenktafel aus Metall | 1894                                     | Büste 1945 als Trophäe von US-amerikanischen Soldaten entwendet; neue Büste 1995 | |
|                                               | Bad Kissingen Westseite des Sinnbergs                                                                          | BY   | Runde Bismarck-Säule als Aussichtsturm aus Granit, mit Bismarck-Wappen, 1985 bis 1986 achteckige Glaskuppel auf Stahlrahmen, Höhe 14 m | Baubeginn 1913, Einweihung 1986          | erhalten | Wilhelm Kreis (A) (Typenentwurf „Götterdämmerung“)                                                                    |
|                                               | Bad Kissingen Promenade an der Saline                                                                          | BY   | Bronzestandbild auf hohem abgestuften Sockel aus Granit | 1877                                     | erhalten | Heinrich von Manger, Berlin (BH)                                                                                      |
|                                               | Bad Kissingen Bismarckstraße, Hotel Kissinger Hof                                                              | BY   | Gedenktafel am Bismarck-Haus anlässlich des Attentats auf Bismarck vom 13. Juli 1874 | 1874                                     | erhalten | |
|                                               | Bad Kösen an der Rudelsburg                                                                                    | ST   | Bronzesitzbild auf rechteckigem Granitsockel, Bismarck in jungen Jahren auf einem Stuhl darstellend, Sockel mit goldener Inschrift auf den Seitenflächen, mit Nebenfiguren                                                                                          | 1895 oder 1896                           | um 1952 Denkmal entfernt, 1998 neuer Sockel mit Bronzetafeln auf jeder Seite | Norbert Pfretzschner, Berlin (BH); 1998 Tankred Strohmayer, Joanneae (BH)                                             |
|                                               | Bad Kreuznach Kornmarkt                                                                                        | RP   | Bronzestandbild auf quadratischem Sockel aus marmoriertem Granit mit Nebenfigur in einer Brunnenanlage, mit Löwenköpfen als Wasserspeier | 1897                                     | 1945 zerstört, später restauriert und wieder aufgestellt | Hugo Cauer, Berlin (BH)                                                                                               |
|                                               | Bad Lauterberg Anhöhe Kummel                                                                                   | NI   | Quadratischer Bismarck-Turm als Aussichtsturm aus Porphyr- und Klinker-Mauerwerk, Bismarck-Wappen in Bronze, Höhe 15 m | 1904                                     | erhalten | |
|                                               | Bad Nauheim Parkstraße 4                                                                                       | HE   | Gedenktafel aus schwarzem Marmor an der Fassade | 1895                                     | erhalten | |
|                                               | Bad Nenndorf Anhöhe Galenberg, Buchenallee                                                                     | NI   | Gedenkstein in einem Rondell aus Beton, mit Bismarck-Relief aus Bronze und Bronzetafel | gegen 1913                               | Kriegsverlust | |
|                                               | Bad Pyrmont Anhöhe Königsberg                                                                                  | NI   | Quadratischer Bismarck-Turm als Aussichtsturm aus Dolomitgestein, mit 5 m hohem Standbild (Bismarck als Roland) aus Kalkstein, im Erdgeschoss eine Gaststätte, mit Inschrift, Höhe 27 m                                                                             | 1913                                     | erhalten | Fritz Volcke, Waldeck und Laun (BH)                                                                                   |
|                                               | Bad Reichenhall Bahnhofstraße, nahe Dr.-Ortenau-Park                                                           | BY   | Bronzebüste auf einem Sockel aus rotem Granit in einer Brunnenanlage mit wasserspeienden Bronzedrachen | 1896                                     | erhalten, Drachen verschollen | Theodor Haf, München (BH)                                                                                             |
|                                               | Bad Rothenfelde Anhöhe Wilhelmshöhe                                                                            | NI   | Hölzerner Aussichtsturm neben der Gaststätte Bismarck-Hütte, Höhe 14m | 1902                                     | 1979 wegen Baufälligkeit abgebrochen | |
|                                               | Bad Salzuflen-Schötmar Anhöhe Vierenberg                                                                       | NW   | Quadratische Bismarck-Säule als Aussichtsturm aus Sandstein, Höhe 18 m | 1900                                     | saniert, 2005 neu eingeweiht | |
|                                               | Bad Schmiedeberg Villa Pranger                                                                                 | ST   | Gedenkstein mit Bismarckmedaillon aus Bronze | 1910                                     | erhalten, Medaillon verschollen, Stein umgesetzt in den Kurpark | |
|                                               | Bad Schwartau-Großparin Anhöhe Pariner Berg                                                                    | SH   | Quadratischer Bismarck-Turm als Aussichtsturm aus Findlingen, mit Bronze-Informationstafel, Höhe 13 m | 1902                                     | erhalten | |
|                                               | Bad Schwartau-Großparin Ortsausgang                                                                            | SH   | Kleiner Gedenkstein an einer Bismarck-Eiche | 1895                                     | erhalten | |
|                                               | Bad Sulza Anhöhe Bismarck-Höhe                                                                                 | TH   | Aussichtsturm aus Holz | 1889                                     | 1926 instand gesetzt, 1942 wegen Baufälligkeit abgebrochen | |
|                                               | Bad Teinach-Zavelstein Kurpark                                                                                 | BW   | Bismarck-Denkmal in Form einer halbrunden Steinbank mit sieben Gedenksteinen großer deutscher Persönlichkeiten auf einem Steinpodest | 1887                                     | erhalten | |
|                                               | Bad Urach Am Schloss                                                                                           | BW   | Bronzebüste auf quadratischem Sockel aus Blauberger Granit, Unterbau aus Sandstein mit Inschrift und Bronzewappen mit Metallziergitter und gepflanzter Bismarck-Eiche                                                                                               | 1899                                     | erhalten | Wilhelm von Rümann, München (BH)                                                                                      |
|                                               | Bad Wildbad Parkanlage, Bismarck-Insel                                                                         | BW   | Gedenkstein aus Sandstein mit Bronzerelief | 1927                                     | Medaillon um 1942 Metallspende, 2004 erneuert | Walter Lang, Pforzheim (BH)                                                                                           |
|                                               | Badbergen bei der Kirche                                                                                       | NI   | Gedenkstein mit Relief auf Sockel aus Findlingen | 1910                                     | erhalten | Rudolf Wulfertange (BH)                                                                                               |
|                                               | Baden-Baden Aufgang zum Rathaus                                                                                | BW   | Kalksteinstatue auf niedrigem quadratischem Sockel | 1915                                     | erhalten, mit Info-Tafel | Oskar Kiefer (BH) |
|                                               | Ballenstedt-Opperode auf dem Stahlsberg                                                                        | ST   | Quadratischer Turm als Aussichtsturm aus Granit mit Wappen, Höhe 11 m | 1914–1931                                | erhalten, 1995 saniert | Wilhelm Kreis (A) |
|                                               | Kubschütz bei Bautzen auf dem Gipfel des Czorneboh                                                             | SN   | Sandsteinstandbild vor Aussichtsturm | 1904                                     | um 1950 von FDJ-lern umgestürzt und zerschlagen, Reste nicht restaurierungsfähig | Anton und Adolf Schwarz, Dresden (BH)                                                                                 |
|                                               | Belgern auf dem Elbberg                                                                                        | SN   | ummauerter großer Gedenkstein mit Medaillon | 1906                                     | erhalten, verschollenes Medaillon 1993 durch ein neues ersetzt | |
|                                               | Belleben Piesdorfer Straße                                                                                     | ST   | Gedenkstein mit Medaillon und Gedenktafel |                                          | in den 1960er oder 1970er Jahren entfernt, verschollen | |
|                                               | Bensheim auf dem Hemsberg                                                                                      | HE   | Runder Turm aus Granit mit überdachtem Vorbau und Medaillon, Höhe 22 m | 1902                                     | erhalten | Heinrich Metzendorf, Bensheim (A)                                                                                     |
|                                               | Bensheim-Auerbach Schlossruine Auerbach                                                                        | HE   | Gedenktafel aus schwarzem Marmor | 1895                                     | erhalten | |
|                                               | Berggießhübel Panoramahöhe                                                                                     | SN   | Quadratischer Turm als Aussichtsturm aus Sandstein und Granit mit Medaillon, Höhe 25 m | 1899                                     | Medaillon 1945 verschollen und 1992 neu geschaffen | Carl Eschebach (St)                                                                                                   |
|                                               | Berlin-Friedenau Friedrich-Bergius-Oberschule                                                                  | BE   | Gedenkstein bzw. Gedenkstele aus Sandstein | erhalten                                 | | |
|                                               | Berlin-Grunewald Joachimsplatz                                                                                 | BE   | Bronzestandbild (Bismarck mit Hund) auf Granitquadersockel | 1897                                     | 1942 demontiert und eingeschmolzen, 1996 erneuert | 1897: Max Klein, Berlin (BH) 1996: Harald Haacke (BH)                                                                 |
|                                               | Berlin-Köpenick auf dem Großen Müggelberg                                                                      | BE   | Quadratischer Turm als Aussichtsturm aus Kalkstein mit Medaillon, Höhe 40 m | 1904                                     | 1945 gesprengt | Otto Rietz, Berlin (A); Max Meißner und August Gaul (BH)                                                              |
|                                               | Berlin-Kreuzberg Stresemannstraße 30                                                                           | BE   | Gedenktafel | um 1895                                  | durch neue Marmortafel ersetzt | |
|                                               | Berlin-Lichterfelde Morgensternstraße                                                                          | BE   | Bronzebüste mit dreistufigem Sockel | 1895                                     | nicht erhalten | |
|                                               | Berlin-Lichterfelde Goerzallee                                                                                 | BE   | Gedenkstein mit Inschrift und Eiche | 1895                                     | | |
|                                               | Berlin-Mitte Gymnasium zum Grauen Kloster, Klosterstraße 74                                                    | BE   | Gedenktafel für Bismarck als früheren Schüler des Gymnasiums | 1895                                     | 1945 zerstört | |
|                                               | Berlin-Mitte Schützenhausstraße 6a                                                                             | BE   | Bismarckrelief in einer Nische der Hausfassade | 1895                                     | erhalten, restauriert | |
|                                               | Berlin-Mitte Berliner Dom                                                                                      | BE   | Bismarck-Sarkophag | 1895                                     | erhalten, restauriert | Reinhold Begas (BH)                                                                                                   |
|                                               | Berlin-Niederschönhausen Bismarckplatz                                                                         | BE   | Standbild aus Sandstein an einem Gebäudegiebel | um 1895                                  | Standbild in den 1970er Jahren entfernt, Haus erhalten | |
|                                               | Berlin-Rosenthal Schönhauser Straße / Hauptstraße                                                              | BE   | Gedenkstein mit Medaillon an einer Kaisereiche | 1871                                     | Stein mit Medaillon 1945 verschollen | |
|                                               | Berlin-Spandau Bürgerplatz (Bismarckplatz)                                                                     | BE   | Bronzestandbild in einer Grünanlage | 1901                                     | 1942 demontiert und eingeschmolzen | Georg Meyer-Steglitz, Berlin (BH)                                                                                     |
|                                               | Berlin-Tiergarten vor dem Reichstagsgebäude                                                                    | BE   | Bismarck-Nationaldenkmal; Standbild mit Begleitfiguren und Treppenanlage | 1901                                     | 1938/1939 Umsetzung zum Großen Stern, dort leicht reduziert erhalten | Reinhold Begas, August Gaul, Ludwig Cauer (BH)                                                                        |
|                                               | Berlin-Tiergarten Siegesallee (Gruppe 32)                                                                      | BE   | Bismarckbüste aus Marmor am Kaiser-Wilhelm-Denkmal in der „Siegesallee“ | 1901,                                    | 1938 Umsetzung zum Großen Stern, 1945 stark beschädigt und später vergraben, Überreste ohne Bismarckbüste heute in der Zitadelle Spandau | |
|                                               | Berlin-Waidmannslust Badstraße / Dianastraße                                                                   | BE   | Gedenkstein mit Bismarckeiche | 1896                                     | Gedenkstein nach 1945 entfernt, Eiche erhalten | |
|                                               | Berlin-Wannsee Gegenüber vom Bahnhof Wannsee                                                                   | BE   | Bronzebüste auf gemauertem Sandsteinsockel | 1902                                     | 1949 demontiert und eingelagert, später wieder aufgestellt | Reinhold Begas, Berlin (BH)                                                                                           |
|                                               | Berlin-Weißensee Bismarckplatz                                                                                 | BE   | Gedenkstein mit Inschrift | 1908                                     | erhalten, 1994 gereinigt | |
|                                               | Berlin-Wilmersdorf Kaiserallee 90–91                                                                           | BE   | Eisenkunstguss-Statue | 1901                                     | Gebäude 1968 abgerissen, Statue im Berlin-Museum | Reinhard Steffens (St)                                                                                                |
|                                               | Bernburg westliche Seite des Karlsplatzes                                                                      | ST   | Bronzestandbild auf quadratischem Sockel | 1896                                     | 1946 abgebrochen, verschollen | Robert Baerwald, Berlin (BH)                                                                                          |
|                                               | Biberach an der Riss Kreuzung am Ulmer Tor                                                                     | BW   | großer Findling mit Gedenktafel in Bronze | 1915                                     | um 1969 umgesetzt in die Gaisental-Anlagen | Künstlerfamilie Natter (BH)                                                                                           |
|                                               | Bielefeld Anhöhe Ebberg                                                                                        | NW   | Eisenfachwerk-Turm als Aussichtsturm mit fünf Treppenläufen, Höhe 8 m | 1895                                     | erhalten, 2003 restauriert | 2003: Stahlbau Röwekamp, Bielefeld                                                                                    |
|                                               | Bielefeld am Neumarkt, Schillerplatz jetzt am Oberntorwall                                                     | NW   | Bronzestandbild auf niedrigem quadratischen Sockel | 1903                                     | 1945 zerstört und bei Trümmerberäumung gerettet, in den Anlagen des Ratsgymnasiums wieder aufgestellt | Rudolf Siemering, Berlin (BH)                                                                                         |
|                                               | Biesenthal am Schützenhaus                                                                                     | BB   | aus Naturstein gemauerter Obelisk mit Tafeln und Medaillon, bekrönt mit einem Bronzeadler | 1901                                     | 1945 umgestaltet zum Ehrenmal für die Opfer des Faschismus; Tafeln, Medaillon sowie Adler entfernt und verschollen | |
|                                               | Bismark in der Altmark Platz der Jugend                                                                        | ST   | Findlingsblock mit Medaillon, Gedenktafel und Eisernem Kreuz | 1910                                     | 1945 Gedenktafel und Medaillon verschollen, Stein umgeworfen und erst nach 1990 wieder aufgerichtet | |
|                                               | Bismark-Poritz Dorfstraße 10, Kleines Bismarck-Museum                                                          | ST   | Sammlungsstücke: ein Findling mit Kopfrelief, ein Bronzedenkmal | 1998                                     | 1998 Museumseröffnung, 2004 Umsetzung des Museums nach Jever, Findling zum Landgasthof Zu den drei Linden in Bismark-Döllnitz | |
|                                               | Blaubeuren Ulmer Straße, am Ruck-Felsen                                                                        | BW   | in den Fels eingemeißelte Inschrift | 1895                                     | erhalten, durch Bäume verdeckt | |
|                                               | Bochum Stadtpark                                                                                               | NW   | Runder Turm als Feuer- und Aussichtsturm aus Sandstein mit Wappen, Relief und Gedenktafel, Bismarck-Büste von Donndorf 1912 durch eine größere von Gerber ersetzt                                                                                                   | 1910                                     | 1942 Büste zum Einschmelzen entfernt, aber erhalten und 2001 saniert | Albrecht Friebe, Breslau (A); Adolf Donndorf, Stuttgart (BH); August Gerber, Köln (BH)                                |
|                                               | Bochum Bismarckplatz (heute Ostring), vor dem Gymnasium                                                        | NW   | Bronzestandbild auf hohem quadratischen Sockel | 1896                                     | 1942 demontiert und eingeschmolzen | Emil Hundrieser, Berlin (BH)                                                                                          |
|                                               | Bochum-Dahlhausen Eiberger Höhe                                                                                | NW   | Quadratische Bismarcksäule als Feuersäule aus Granit mit Bronzebüste, Höhe 13 m | 1902                                     | verfallen, nur noch Fundamentreste sichtbar | |
|                                               | Bodenwerder-Kemnade Anhöhe Eckberg                                                                             | NI   | Quadratischer Aussichtsturm aus Sandstein mit Terrassenanbau mit Sandsteinmedaillon, Höhe 13 m | 1913                                     | erhalten | Wilhelm Sagebiel, Braunschweig (BH)                                                                                   |
|                                               | Bonn-Bad Godesberg Wacholderhöhe, Elisabethstraße                                                              | NW   | Sechseckiger Turm als Aussichtsturm aus Sandstein mit Medaillon, Höhe 24 m | 1902                                     | erhalten, seit 1956 nicht mehr zugänglich, 2004 saniert | Gustav Erdmann und Ernst Spindler, Berlin (A)                                                                         |
|                                               | Bonn-Gronau Rheinwiesen an der Südbrücke                                                                       | NW   | Quadratische Bismarcksäule als Aussichtsturm aus Basalt mit Relief, Wappen und Reichsadlermotiv, Höhe 13 m | 1901                                     | erhalten, 1989 saniert | Wilhelm Kreis (A) (Typenentwurf „Götterdämmerung“), Bauleitung: Rudolf Schultze, Bonn (A)                             |
|                                               | Bonn-Kessenich Venusberg                                                                                       | NW   | Holzturm mit zwei Aussichtsplattformen, Höhe 15,3 m | 1894                                     | 1912 wegen Baufälligkeit abgerissen | |
|                                               | Borna Stadtpark                                                                                                | SN   | Gedenkstein mit Bronzeadler, Bismarckrelief und Eichenlaub mit Kreuz | 1901                                     | Adler bereits 1923 verschollen, Gedenkstein nach 1945 zerstört, Bronzeteile verschollen | |
|                                               | Borsfleth Dorfstraße (B 19)                                                                                    | SH   | Kleiner Gedenkstein mit Inschrift an einer Bismarck-Eiche | 1895                                     | erhalten, Baum neu gepflanzt | |
|                                               | Brandenburg an der Havel Anhöhe Marienberg                                                                     | BB   | „Bismarckwarte“, Aussichtsturm aus Naturstein und Klinker mit Büste | 1908                                     | 1958 in „Friedenswarte“ umbenannt, 1974 gesprengt zugunsten eines modernen Turm-Neubaus | Bruno Möhring, Berlin (A); Hugo Lederer, Berlin (BH)                                                                  |
|                                               | Braunfels Hexbergwald, heute Hecksberg                                                                         | HE   | Gedenkstein | 1909                                     | verschollen | |
|                                               | Bredenbeck bei Rendsburg Ortsmitte                                                                             | SN   | Gedenkstein mit Inschrift und Eiche | 1913                                     | erhalten | |
|                                               | Bremen Freitreppe am Dom                                                                                       | HB   | Reiterstandbild aus Bronze auf hohem Sockel | 1910                                     | 1942 wegen Bombardierungen eingemauert, 1952 wieder freigelegt | Adolf von Hildebrand (BH)                                                                                             |
|                                               | Bremenhaven-Geestemünde bei Schiffdorf                                                                         | HB   | Turm mit Medaillon und Relief, Höhe 22,6 m | 1911                                     | 1966 wegen Baufälligkeit gesprengt | George J. Dixen (A)                                                                                                   |
|                                               | Briesen (Mark) an der Kirche                                                                                   | BB   | Gedenkstein aus gemauerten kleinen Findlingssteinen mit Medaillon | um 1905                                  | 1945 zerstört | |
|                                               | Brühl-Pingsdorf Stadtpark                                                                                      | NW   | Bronzestatue auf quadratischem Mauerwerkssockel | 1913                                     | nach 1945 zerstört, Park nicht mehr vorhanden, Gelände bebaut | Adolf Berger (BH) |
|                                               | Brühl-Sand Kurhaus Sand, Schwarzwaldhochstraße                                                                 | BW   | Gedenkstein aus mehreren Granitquadern mit Bronzerelief | aufgestellt 1915, eingeweiht 1926        | erhalten | Wilhelm Sauer (BH) |
|                                               | Bünde Innenstadt, Bismarckbrücke                                                                               | NW   | Gedenkstein, Findling mit Bronzetafel und Medaillon |                                          | erhalten | Gustav Klausmeier (BH)                                                                                                |
|                                               | Burg bei Magdeburg auf dem Haugschen Windmühlenberg                                                            | ST   | Quadratischer Aussichtsturm aus Klinker- und Granitmauerwerk mit Bronzetafel und Medaillon, Höhe 27 m | 1907                                     | erhalten, sanierungsbedürftig | Felix Görling (BH) |
|                                               | Burg bei Magdeburg Magdalenenplatz                                                                             | ST   | Bronzebüste auf Sockel aus Syenit | 1895                                     | Büste 1942 demontiert und eingeschmolzen, Sockel nach 1945 abgebrochen | Ernst Habs (BH) |
|                                               | Burg (Spreewald) Schlossberg                                                                                   | BB   | Quadratischer Turm als Aussichtsturm aus Klinker- und Granitmauerwerk mit Gedenkhalle für die Gefallenen des Ersten Weltkriegs, mit Bismarck-Wappen in Bronze und Medaillon bzw. Büste, Höhe 33 m                                                                   | 1915–1917                                | 1944–1990 wegen militärischer Nutzung unzugänglich, Bronzeschmuck verloren, 1990 saniert | Bruno Möhring, Berlin (A); Hermann Hosaeus, Berlin (BH); Georg Roch und Hermann Feuerhahn, Berlin (BH)                |
| C                                             | |      | |                                          | | |
|                                               | Calbe an der Saale auf dem Wartenberg bei Brumby                                                               | ST   | Runder Turm als Aussichtsturm aus Kalkstein mit Bronzemedaillon und Tafeln, Höhe 30 m | 1904                                     | erhalten, Bronzeteile seit 1945 verschollen, 2004 neues Medaillon | 1904: Bielitz (A) 2004: Lutz Ruffert (BH)                                                                             |
|                                               | Calbe an der Saale Am Mägdesprung, an der Steintreppe                                                          | ST   | Gedenkstein mit Bronzemedaillon | 1903                                     | nach 1945 beseitigt | |
|                                               | Chemnitz-Borna Röhrsdorfer Höhe                                                                                | SN   | Quadratischer Aussichtsturm aus Schiefer und Granit mit Bronzemedaillon, Höhe 32 m | 1906                                     | 1945 durch Beschuss stark beschädigt und später abgebrochen | Walter Müller, Reichenhain (A)                                                                                        |
|                                               | Chemnitz am Rathaus                                                                                            | SN   | Bronzestandbild auf quadratischem Granitsockel | 1899                                     | 1945/1946 gemeinsam mit den benachbarten Denkmälern von Kaiser Wilhelm I. und Moltke abgebrochen | Wilhelm von Rümann, München (BH)                                                                                      |
|                                               | Chemnitz-Gablenz Adelsberg                                                                                     | SN   | Turm mit Gaststätte, davor eine Bronzebüste auf hohem säulenförmigen Sockel | um 1890                                  | Gaststättenturm erhalten, Büste verschollen | Pellegrini (BH) |
|                                               | Coburg Himmelsacker (Judenberg)                                                                                | BY   | Quadratische Bismarcksäule als Aussichtsturm aus Sandstein mit Reichsadler in Bronze und Bismarck-Wappen, Höhe 16 m | 1901                                     | erhalten, nicht geöffnet | Wilhelm Kreis (A) (Typenentwurf „Götterdämmerung“), August Sommer (BH), Max Beyersdorf (BH)                           |
|                                               | Coswig auf dem Hubertusberg                                                                                    | ST   | Quadratische Bismarcksäule als Aussichtsturm aus Sandstein, Höhe 11 m | 1902                                     | erhalten | Max Bischof, Leipzig (A)                                                                                              |
|                                               | Crimmitschau Friedenspark                                                                                      | SN   | Felsenartiger Gedenkstein mit Bronzemedaillon | 1904                                     | 1950 Medaillon entfernt und verschollen, Stein erhalten | Friedrich Hecht, Dresden (BH)                                                                                         |
|                                               | Crimmitschau Bismarckhain (Friedenspark)                                                                       | SN   | Bismarck gewidmete Grünanlage | 1899                                     | erhalten | Parkdirektor Reinicken, Greiz (Gartenarchitekt)                                                                       |
|                                               | Crottendorf im Erzgebirge nahe am Markt                                                                        | SN   | Bismarckbrunnen mit Fontäne | 1901                                     | vor dem Zweiten Weltkrieg umgewidmet als Denkmal für den lokalen Dichter Otto Peuchel, Becken heute mit Blumen bepflanzt | |
| D                                             | |      | |                                          | | |
| Neuer Adlerbogen Dannenfels                   | Dannenfels Moltke-Bogen auf dem Donnersberg                                                                    | RP   | Gusseisenstatue auf einer Podestplattform des Bogens mit 14 m Spannweite | 1883                                     | 1945 beschädigt (Kopf abgeschlagen), eingelagert, Privatbesitz | |
|                                               | Darmstadt auf dem Dommersberg                                                                                  | HE   | Quadratischer Turm als Aussichtsturm aus Eisenbeton mit Basaltbruchstein-Verkleidung und Bronzemedaillon, Höhe 25 m | 1908                                     | erhalten, Medaillon seit 1945 verschollen | Gustav Schmoll genannt Eisenwerth (A)                                                                                 |
|                                               | Darmstadt Ludwigsplatz                                                                                         | HE   | Brunnen mit Standbild aus Muschelkalk, vier Bronzetafeln am Brunnen | 1906                                     | erhalten | Friedrich Pützer, Darmstadt (A); Ludwig Habich, Darmstadt (BH)                                                        |
|                                               | Deibow östlicher Ortseingang                                                                                   | MV   | Gedenkstein mit Kupfermedaillon auf terrassenartigem Unterbau | 1909                                     | Stein erhalten, Kupfermedaillon seit 1945 verschollen | |
|                                               | Möhnesee-Delecke Haarhöhe                                                                                      | NW   | Quadratischer Aussichtsturm aus Sandstein mit Gefallenengedächtnishalle, Höhe 18 m | 1914–1934                                | erhalten, saniert, seit 1987 mit Glaskuppel | Ewald Sudhoff, Soest (A)                                                                                              |
|                                               | Delitzsch im Stadtpark                                                                                         | SN   | Bronzestandbild auf quadratischem Granitsockel | um 1905                                  | 1943 demontiert und eingeschmolzen, Sockel nach 1945 abgebrochen | |
|                                               | Delmenhorst auf dem Bookholzberg                                                                               | NI   | Gedenkstein aus Findlingen | 1915                                     | umgewidmet als Niederdeutsche Kultstätte Stedlingsehre, Gedenkstein 1933 abgetragen | |
|                                               | Dessau im Schillerpark                                                                                         | ST   | Quadratische Feuersäule aus Muschelkalk mit Bronzemedaillon, Höhe 12,5 m | 1915                                     | erhalten, Bronzemedaillon nach 1945 verschollen, 1955 in Schillerturm umbenannt (mit Schillerrelief) | |
|                                               | Dessau Bahnhofsvorplatz                                                                                        | ST   | Bismarck-Eiche und Gedenkstein mit Bronzetafel | 1890                                     | erhalten, Bronzetafel verschollen, nach 1994 einfache Inschrift | |
|                                               | Dessau am Gymnasium, Friedrich-Naumann-Straße                                                                  | ST   | Standbild in einer Nische an der Schulfassade | 1908                                     | 1958 von FDJ-lern beseitigt und zerstört, Neuanschaffung geplant | Emanuel Semper (BH)                                                                                                   |
|                                               | Detmold Poetensteig, Grotenburg                                                                                | NW   | aufrecht stehender 5 m hoher Findling mit Bronzemedaillon | 1895                                     | erhalten | |
|                                               | Diesbar-Seußlitz im Golkwald                                                                                   | SN   | Findling als Gedenkstein mit Ziergitter-Zaun und Gedenkstein | um 1908                                  | nach 1945 entfernt, Stein vermutlich im Wald vergraben, Fundamente erhalten | |
|                                               | Dillenburg Eberstadt, im Weinberg                                                                              | HE   | Achteckiger Bismarck-Pavillon | 1885                                     | erhalten | Gerbereibesitzer Friedrich Schramm (St)                                                                               |
|                                               | Dillenburg Oranienplatz, an der Wickbrücke                                                                     | HE   | Bronzestandbild auf quadratischem, abgestuftem Sockel | 1898                                     | erhalten, wegen Straßenerweiterung 1967 zur Bismarckstraße umgesetzt | |
|                                               | Dippoldiswalde Nähe Marktplatz                                                                                 | SN   | Findling aus der Dippoldiswalder Heide als Gedenkstein mit Bronzemedaillon | 1895                                     | nach 1945 entfernt, Bronzeteile verschollen | G. Wilhelm (BH) |
|                                               | Döbeln Obermarkt                                                                                               | SN   | Gedenkstein mit Bronzemedaillon | 1905                                     | nach 1945 entfernt, Bronzeteile verschollen | Eduard Albrecht, Berlin (BH)                                                                                          |
|                                               | Dohna-Köttewitz Marktplatz                                                                                     | SN   | aus Felsgestein errichtetes Denkmal mit Bronzemedaillon | 1895                                     | nach 1945 entfernt, Bronzeteile verschollen | |
|                                               | Dorsten Freudenberg beim Forstamt                                                                              | NW   | Quadratischer Holzturm auf Betonfundament, Höhe 16 m | 1913                                     | 1920 wegen Baufälligkeit abgebrochen | |
|                                               | Dortmund Kaiser-Wilhelm-Hain (Westfalenpark)                                                                   | NW   | Turm aus Sandstein mit Gedenkhalle, mit Bronzemedaillon, Höhe 24 m | 1905                                     | im Zweiten Weltkrieg beschädigt, 1957 abgerissen | Karl Buddeberg, Dortmund (A); Christian Bauer, Essen (BH)                                                             |
|                                               | Dortmund Südwall, Neutor                                                                                       | NW   | Bronzestandbild auf Sockel aus grauem Kösslinger Granit mit Bronzetafeln | 1903                                     | 1942 demontiert und um 1945 stark beschädigt wiedergefunden, jedoch nicht wieder aufgestellt | Wilhelm Wandschneider, Berlin (BH)                                                                                    |
|                                               | Dortmund-Dorstfeld Wilhelmplatz, an der Wilhelmschule = Hellwegschule                                          | NW   | Gedenkstein mit Porträtplakette; aus Findlingen bestehende Steingruppe mit Brunnenanlage | 1910                                     | Findling mit Porträtplakette erhalten, auf der Platzfläche versetzt | Wilhelm Fassbinder, Köln (BH)                                                                                         |
|                                               | Dortmund-Hohensyburg Bergkuppe Hohensyburg, als Begleitfigur des Kaiser-Wilhelm-Denkmals der Provinz Westfalen | NW   | Bronzestandbild, Architektur der Denkmalanlage aus Syburger Sandstein | 1902                                     | Gesamtanlage 1935/1936 erheblich verändert, Bismarck-Standbild erhalten | Hubert Stier (A); Karl Donndorf, Dresden (BH)                                                                         |
|                                               | Dortmund-Marten Martener Straße                                                                                | NW   | Bronzebüste auf achteckigen Granitsockel | 1899                                     | erhalten | Arnold Künne, Berlin (BH)                                                                                             |
|                                               | Dresden Ringstraße / Seestraße / Prager Straße                                                                 | SN   | Standbild mit zwei flankierenden Greifen in Bronze auf Sockel aus poliertem roten schwedischen Granit | 1903                                     | Greifen-Skulpturen um 1943 entfernt und eingeschmolzen; 1945 von der Sowjetischen Militäradministration als erhaltenswertes Kulturgut klassifiziert; Standbild jedoch auf Betreiben der Stadtverwaltung 1946 demontiert und 1947 eingeschmolzen, Sockel 1949 abgebrochen             | Robert Diez, Dresden (BH)                                                                                             |
|                                               | Dresden Waisenhausstraße / Seestraße                                                                           | SN   | Büste im Hauptgiebel des Viktoriahauses | 1892                                     | Gebäude 1945 zerstört, Büste bei der Enttrümmerung nicht mehr auffindbar | |
|                                               | Dresden Bismarck-Haus, Amalienstraße / Grunaer Straße                                                          | SN   | WMF-Galvanoplastik (Relief?) an der Hausecke über dem Eingang | 1897                                     | Gebäude 1945 zerstört, Galvanoplastik bei der Enttrümmerung nicht mehr auffindbar | Leopold Armbruster, Dresden (BH)                                                                                      |
|                                               | Dresden-Blasewitz Waldpark                                                                                     | SN   | Gedenkstein, Findling mit Bronzemedaillon | 1890                                     | Stein erhalten und umgewidmet, Bronzemedaillon verschollen, Bismarck-Eiche noch vorhanden | |
|                                               | Dresden Käthe-Kollwitz-Ufer 10 (Privatgelände)                                                                 | SN   | Gedenkstein mit Inschrift | 1885                                     | Stein erhalten, Inschrift unleserlich | |
|                                               | Dresden-Blasewitz Wägnerstraße, Bismarck-Villa                                                                 | SN   | Bronzebüste auf kleinem verzierten Sockel | 1900                                     | 1945 abgebaut und auf einem Dachboden versteckt, 2004 wiederaufgestellt | Felix Görling, Berlin (BH)                                                                                            |
|                                               | Dresden-Cossebaude auf der Herrenkuppe                                                                         | SN   | Quadratischer Turm aus Syenit und Muschelkalk mit Bronzebüste, Wappen und Inschrifttafeln, Höhe 4,5 m | 1913                                     | erhalten, Bronzeschmuck verschollen | Rudolf Kolbe, Dresden (A); Reinhard König, Radebeul (BH); Max Schellenberg, Dresden (BH)                              |
|                                               | Dresden-Cossebaude am Bahnhof                                                                                  | SN   | Gedenkstein mit Eiche, mit Zierzaun | 1895                                     | erhalten | |
|                                               | Dresden-Laubegast am Gebäude Hermannstädter Straße 1                                                           | SN   | Bronze-Kopfbüste | um 1895                                  | nach 1945 demontiert, soll wiederaufgestellt werden | |
|                                               | Dresden-Laubegast Uferstraße / Gartenstraße                                                                    | SN   | Ehrengarten mit verschiedenen gesammelten Gedenksteinen, mit Bronzemedaillons | 1908                                     | Bronzeteile nicht erhalten | Ingenieur Otto Engau, Dresden (St)                                                                                    |
|                                               | Dresden-Lockwitz Röhrsdorfer Straße 2                                                                          | SN   | Gedenkstein mit Bronzemedaillon | 1895                                     | nicht erhalten, Bismarck-Eiche noch vorhanden | |
|                                               | Dresden-Löbtau Weißeritzbrücke, ursprünglich Bismarck-Brücke                                                   | SN   | Relief im mittleren Bereich der Brüstung | 1916                                     | 1947 entfernt, erneuert 1998 | |
|                                               | Dresden-Loschwitz Park der Schweizerei, Ulrichstraße 5                                                         | SN   | Sandsteinstandbild auf quadratischem Sockel | 1899                                     | nicht erhalten | Anton und Adolf Schwarz, Dresden (BH)                                                                                 |
|                                               | Dresden-Loschwitz Körnerplatz, Wieckstraße 2                                                                   | SN   | Sandsteinrelief am Ziergiebel | 1896                                     | erhalten | |
|                                               | Dresden-Plauen Westendpark, heute Fichtepark                                                                   | SN   | Runder Turm auf quadratischen Unterbau als Aussichtsturm aus Granit und Sandstein mit Bronzemedaillon und Inschrifttafel, Höhe 30 m | 1896                                     | 1954 in Fichteturm umbenannt, Bronzeteile entfernt und durch Fichtetafeln ersetzt | |
|                                               | Dresden-Räcknitz Franzenshöhe (Räcknitzhöhe)                                                                   | SN   | Quadratische Bismarck-Säule als Aussichtsturm aus Sandstein mit Medaillon, Höhe 23 m | 1906                                     | 1946 umbenannt in Friedensturm, Bronzemedaillon verschollen, Turm erhalten und saniert, nach 1990 wieder Bismarck-Säule genannt | Wilhelm Kreis (A) (Typenentwurf „Götterdämmerung“)                                                                    |
|                                               | Dresden-Rochwitz vor der Schule, Ecke Hutbergstraße / Altrochwitz                                              | SN   | Gedenkstein, großer Feldstein mit Inschrift und Bronzemedaillon | 1895                                     | erhalten, Stein beschädigt, Bronzemedaillon verschollen, beide Bismarck-Linden 2015/2016 gefällt | |
|                                               | Dresden-Strehlen Tiergartenstraße 10                                                                           | SN   | Kupferschild mit Bismarck-Wappen und Inschrift an einer Eiche | 1895                                     | nicht erhalten, Bismarck-Eiche noch vorhanden | |
|                                               | Dresden-Striesen Huttenstraße 6                                                                                | SN   | Gedenkstein mit Inschrift | 1909                                     | 1945 entfernt | |
|                                               | Dresden-Wachwitz Wachwitzgrund                                                                                 | SN   | Gedenkstein mit Inschrift und gepflanzte Eiche | 1895                                     | beschädigt erhalten, mit neuer Inschrift | |
|                                               | Dresden-Weixdorf Hakenweg, in der Dresdner Heide                                                               | SN   | Gedenkstein mit Lebensdaten und Relief | 1915                                     | aufgestellt zum 100. Geburtstag Bismarcks, Porträtmedaillon 2015 erneuert, Bismarck-Eiche nicht mehr vorhanden | |
|                                               | Duisburg Königstraße / Düsseldorfer Straße                                                                     | NW   | Bronzestandbild auf quadratischem Granitsockel mit Nebenfiguren | 1905                                     | 1942 demontiert und eingeschmolzen | Friedrich Reusch, Königsberg (BH)                                                                                     |
|                                               | Duisburg-Ruhrort am Hafenmund, vor der Schifferbörse                                                           | NW   | Obelisk auf rundem Sockel mit bekrönendem Adler, Statuen Bismarcks und Kaiser Wilhelms mit Nebenfiguren | 1896                                     | 1942 demontiert und eingeschmolzen | Gustav Eberlein, Berlin (BH)                                                                                          |
|                                               | Düren Bismarckplatz                                                                                            | NW   | Bronzestandbild auf Sockel mit Brunnenschalen aus rotem schwedischen Granit, mit Nebenfigur der Clio und Reliefbildnissen von Roon und Moltke | 1891                                     | 1945 aus der zerstörten Umgebung ohne Sockel umgesetzt in den Theodor-Heuss-Park | Joseph Uphues, Berlin (BH)                                                                                            |
|                                               | Düsseldorf Alleestraße, bei der Kunsthalle                                                                     | NW   | Bronzestandbild mit Nebenfiguren auf quadratischem Sockel aus Granit | 1899                                     | 1942 abgebaut und nach 1945 wiederaufgebaut; 1963 zum Martin-Luther-Platz umgesetzt | Johann Röttger, Berlin, und August Bauer, Düsseldorf (BH)                                                             |
| E                                             | |      | |                                          | | |
|                                               | Ebsdorfergrund-Rauischholzhausen Holzhausen-Schlosspark, heute Institut für Pflanzenschutz                     | HE   | Bismarckbrunnen mit zwei Neben- und einem Hauptpostament mit Bronzerelief | 1901                                     | erhalten | Adolf von Hildebrand (BH)                                                                                             |
|                                               | Edenkoben Pionierweg                                                                                           | RP   | Gedenkstein mit Bismarck-Kopf und Inschrift | 1898                                     | erhalten | Adolf Bernd (BH) |
|                                               | Edenkoben auf dem Werderberg                                                                                   | RP   | Sieges- und Friedensdenkmal, Reiterstandbild eines nackten Jünglings mit Ölzweig vor einer Loggia mit drei Marmor-Büsten (Kaiser Wilhelm I., König Ludwig II. und Prinzregent Luitpold) sowie vier Porträtmedaillons (von der Tann, Bismarck, Moltke, von Hartmann) | 1899                                     | erhalten, um 1990 saniert | August Drumm, München (BH)                                                                                            |
|                                               | Eisenach auf dem Wartenberg                                                                                    | TH   | Bismarck-Säule als Aussichtsturm aus Kalkstein mit Bronzemedaillon, Höhe 18 m | 1902                                     | 1963 abgebrochen wegen Baufälligkeit | Wilhelm Kreis (A) (Typenentwurf „Götterdämmerung“); August Hudler und Albrecht Gerold (BH)                            |
|                                               | Eisenach Stadtsparkasse, Eichelscher Garten                                                                    | TH   | Bronzestandbild auf Granitsockel | 1903                                     | 1942 demontiert und eingeschmolzen | Adolf Donndorf (BH)                                                                                                   |
|                                               | Eisenberg vor der Gottesackerkirche                                                                            | TH   | Gedenkstein mit ovalem Medaillon | 1895                                     | nicht erhalten, Medaillon verschollen | |
|                                               | Elmshorn Bismarckstraße 2                                                                                      | SH   | Bismarck-Schule, Realschule | 1895–1897                                | erhalten | |
|                                               | Elmshorn an der Realschule                                                                                     | SH   | Bronzebüste auf Granitsockel, mit zwei Eichen | 1903                                     | 1942 demontiert und eingeschmolzen | |
|                                               | Elsterberg im Vogtland Käferleite, in den Fels gehauen                                                         | SN   | Bildhauerisch bearbeitete Tafel mit Bronzemedaillon, mit einer Eiche | um 1895                                  | Medaillon 1942 demontiert und eingeschmolzen | |
|                                               | Emmendingen am Amtsgerichtsgebäude                                                                             | BW   | Bronzebüste auf rundem Granitsockel mit Brunnen | 1899                                     | 1942 demontiert und eingeschmolzen | Felix Görling (BH) |
|                                               | Ennepetal-Voerde Anhöhe Hohenstein                                                                             | NW   | Bismarck-Gedächtnisstätte mit säulenartigem, gemauertem Gedenkstein, Aussichtsplatz und Bronzerelief | 1930/1933                                | erhalten, sanierungsbedürftig | Ivo Beucker, Düsseldorf (BH)                                                                                          |
|                                               | Eppstein im Taunus Anhöhe Staufen (Taunusberg)                                                                 | HE   | Kaiser-Tempel mit Bronzebüsten von Kaiser Wilhelm I., Moltke und Bismarck | 1894                                     | erhalten, 1999 saniert | Felix Görling (BH) |
|                                               | Erfurt Steigerwald                                                                                             | TH   | Bismarck-Säule als Aussichtsturm aus Kalkstein mit Bronzemedaillon, Höhe 22 m | 1901                                     | erhalten, nach 1945 in Friedensturm umbenannt, Bismarck-Hinweise entfernt | Wilhelm Kreis (A) (Typenentwurf „Götterdämmerung“)                                                                    |
|                                               | Erfurt Doppelhaus Zum Tannenberg und Grünen Löwen, früherer Wohnsitz Bismarcks                                 | TH   | Gedenktafeln mit Hinweisen auf Bismarck, später mit Standbild in der Fassade | 1895                                     | 1900 Abriss der Gebäude, Neubau im neogotischen Stil mit Statue; Statue und alle Hinweise auf Bismarck um 1946 beseitigt, 2001 neue Gedenktafel, 2004 neue Statue | 1895: Joseph Meyr, Berlin (BH) 2004: Christian Paschold, Erfurt (BH)                                                  |
|                                               | Erfurt Am Anger 37/38                                                                                          | TH   | Gedenktafel aus Eisenguss am Gebäude | um 1895                                  | nach 1965 verschollen | |
|                                               | Erfurt Schillerstraße 1–3, Thuringia-Haus                                                                      | TH   | Statue in Mauernische zwischen den Fensterachsen, weitere Statuen vorhanden | um 1884                                  | 1937 alle Statuen entfernt (Gebäude 1945 mit Kriegsschäden, saniert, leerstehend) | |
|                                               | Eschwege Anhöhe Großer Leuchtberg                                                                              | HE   | Quadratischer Aussichtsturm aus Sandstein mit lorbeerumsäumtem Bronzemedaillon und Bismarck-Wappen, Höhe 26 m | 1903                                     | erhalten | |
|                                               | Essen Bismarckplatz, vor der Eisenbahndirektion                                                                | NW   | Bronzestandbild, quadratischer Sockel aus Granit mit vier Bronzetafeln | 1899                                     | erhalten | Reinhold Felderhoff, Berlin (BH)                                                                                      |
|                                               | Essen-Kettwig Marktplatz, an der Kirche                                                                        | NW   | Sandstein-Standbild als Begleitfigur des Kaiser-Wilhelm-Denkmals mit Brunnenanlage | 1889                                     | erhalten, Brunnenanlage fehlt | Wilhelm Albermann, Köln (BH)                                                                                          |
|                                               | Essen-Kray auf dem Mechtenberg, Nettelnbusch                                                                   | NW   | Quadratische Bismarck-Feuersäule aus Niedermendiger Basaltlava, Höhe 16,75 m | 1900                                     | ohne Bismarck-Wappen und Feuerschale erhalten | Heinrich Tscharmann, Dresden (A)                                                                                      |
|                                               | Essen-Werden mittlerer Pfeiler der Ruhr-Brücke                                                                 | NW   | Sandsteinstandbilder von Bismarck, Kaiser Wilhelm I. und Moltke; Standbilder später in einen Park an der Lucas-Kirche umgesetzt | 1891                                     | erhalten | Wilhelm Albermann, Köln (BH)                                                                                          |
|                                               | Ettlingen Westseite des Wattkopfs                                                                              | BW   | Quadratische Bismarck-Säule aus Sandstein als Aussichtsturm, Höhe 17 m, mit Bismarck-Wappen und Medaillon | 1901                                     | erhalten, 1998 saniert | Friedrich Ratzel, Karlsruhe (A)                                                                                       |
|                                               | Eutin Bismarckplatz                                                                                            | SH   | Bronzebüste auf Sockel | 1915                                     | 1942 demontiert und eingeschmolzen | Harro Magnussen, Berlin (BH)                                                                                          |
|                                               | Eutin Wohnhaus am Webernhain                                                                                   | SH   | Gedenkstein, Findling mit Inschrift | 1895                                     | erhalten | |
| F                                             | |      | |                                          | | |
|                                               | Falkenstein im Vogtland Willy-Rudert-Platz                                                                     | SN   | Bronzestandbild auf quadratischem Sockel aus Granit mit Kaiserkrone aus Bronze | 1900                                     | 1945 von der Roten Armee demontiert, verschollen | Albert Starke, Dresden (BH)                                                                                           |
|                                               | Feldberg im Schwarzwald südöstlicher Gipfel (Seebuck)                                                          | BW   | Quadratischer, aus Feldsteinen gemauerter Bismarck-Obelisk mit Bronzemedaillon und Wappen, Höhe 10 m | 1896                                     | erhalten | |
|                                               | Fischbeck bei Schönhausen Hauptstraße                                                                          | ST   | Gedenkstein auf aufgesetzten Findlingen mit Bronzemedaillon | 1912                                     | Medaillon verschollen, Gedenkstein erhalten | |
|                                               | Flensburg Südermarkt                                                                                           | SH   | Brunnenanlage mit auf einem behauenen Felsstein aufsitzender Germania aus Bronze und wasserspeienden Nebenfiguren | 1903                                     | 1937 abgebrochen | Helmuth Schievelkamp, Berlin (BH)                                                                                     |
|                                               | Forst (Lausitz) Pestalozziplatz, am Gymnasium                                                                  | BB   | Bronzestandbild auf quadratischen Sockel aus Granit | 1896                                     | 1942 demontiert und eingeschmolzen | Max Unger, Berlin (BH)                                                                                                |
|                                               | Frankenberg (Sachsen) auf dem Galgenberg                                                                       | SN   | Runder Bismarck-Aussichtsturm aus Quarzporphyr, Bismarck-Standbild im Turminneren wegen Kriegsausbruch nicht mehr ausgeführt, Höhe 26 m | 1915                                     | nach 1945 in „Turm der Jugend“ umbenannt, am 18. Januar 1968 gesprengt | Gotthold Nestler, Düsseldorf (A)                                                                                      |
|                                               | Frankenberg (Sachsen) Anhöhe Lützeltal                                                                         | SN   | Bismarck-Hain mit Eichen und umzäunter Aussichtsplattform | 1900                                     | erhalten | |
|                                               | Frankfurt am Main am Theaterplatz, in der Galluspromenade                                                      | HE   | Skulpturengruppe Bismarck neben der reitenden Germania, Kupfertreibarbeit | 1908                                     | 1940 demontiert und eingeschmolzen | Rudolf Siemering, Berlin (BH) (Vollendung nach dessen Tod durch Ludwig Manzel)                                        |
|                                               | Frankfurt am Main Wohnhaus Hochstraße 45                                                                       | HE   | Gedenktafel aus Marmor am Gebäude | 1903                                     | 1945 zerstört, 1949–1954 Neubau, 1957 neue Gedenktafel aus Sandstein | |
|                                               | Frankfurt am Main Varrentrappstraße                                                                            | HE   | Bismarckschule | 1895 bis um 1900                         | 1945 teilzerstört, Wiederaufbau | |
|                                               | Frankfurt am Main Wohnhaus Gallusstraße 19                                                                     | HE   | Gedenktafel aus schwarzem Marmor | um 1895                                  | 1945 zerstört | |
|                                               | Frankfurt am Main Hotel Zum Schwan                                                                             | HE   | Gedenktafel aus Marmor | um 1895                                  | Gebäude umgebaut | |
|                                               | Frankfurt am Main-Höchst Brüningstraße                                                                         | HE   | Bronzestandbild auf kleinem quadratischem Sockel | 1899                                     | erhalten | Alois Mayer, München (BH)                                                                                             |
|                                               | Frankfurt (Oder) Deutsches Heim, Gubener Straße 20                                                             | BB   | Bronzestatue aus der 1913 eingeweihten und 1928 abgebrochenen Bismarck-Gedächtnishalle in Bromberg | 1913 (1928)                              | erhalten | Fritz Richter-Elsner, Berlin (BH)                                                                                     |
|                                               | Frankfurt (Oder)-Booßen auf dem Großen Kapberg                                                                 | BB   | Quadratische Bismarcksäule aus Feldsteinen mit Bronzegedenktafel, Höhe 10 m | 1915                                     | erhalten, 2000 saniert | |
|                                               | Frankfurt (Oder)-Lichtenberg Ortslage Lichtenberg                                                              | BB   | großer, runder, aus Feldsteinen errichteter Feuerturm mit Gedenktafel aus Bronze, Höhe ca. 6 m | 1906                                     | erhalten, Abriss durch Anwohner verhindert, Bronzetafel verschollen | |
|                                               | Franzburg Platz der Freiheit                                                                                   | MV   | Dreifach gegliederter quadratischer Obelisk auf abgestuftem Granitsockel mit Bronzemedaillon und Wappen | 1903                                     | Bismarck-Elemente nach 1933 durch nationalsozialistische Symbole ersetzt, Obelisk ohne Schmuckelemente erhalten | |
|                                               | Freiberg (Sachsen) Bismarckhöhe auf dem Galgenberg                                                             | SN   | Quadratische Bismarck-Säule als Feuerturm aus Granit, Höhe 10,5 m | 1902                                     | am 15. März 1952 wegen Einsturzgefahr gesprengt | Wilhelm Kreis (A) (Typenentwurf „Götterdämmerung“)                                                                    |
|                                               | Freiberg (Sachsen) Postplatz                                                                                   | SN   | Bronzestandbild auf quadratischem abgestuftem Sockel aus Granit | 1895                                     | während des Ersten Weltkriegs zur Einschmelzung demontiert, jedoch zurückgebracht und wiederaufgestellt; 1942 demontiert und eingeschmolzen, seit 1998 mit Gedenktafel aus Bronze am Sockel                                                                                          | Wilhelm Albermann, Köln (BH)                                                                                          |
|                                               | Freiburg im Breisgau St.-Peter-Felsen auf dem Schlossberg                                                      | BW   | Quadratische Bismarck-Säule aus Sandstein mit Terrakotta-Wappen und Ader, Höhe 12,6 m | 1900                                     | erhalten | Oskar Geiges, Freiburg (A)                                                                                            |
|                                               | Freiburg im Breisgau Erwinstraße 29                                                                            | BW   | Bismarck-Büste aus Sandstein in einer Nische der Hausfassade | um 1895                                  | erhalten | |
|                                               | Freital-Potschappel Plauenscher Grund                                                                          | SN   | Gedenkstein mit Inschrift | 1896                                     | nicht erhalten | |
|                                               | Friedrichsruh Anhöhe Hammelsberg, Reinbek-Silk                                                                 | SH   | Quadratische Bismarck-Säule aus Granit mit Reichsadler-Medaillon und Bismarck-Wappen, Höhe 19 m | 1903                                     | erhalten, sanierungswürdig | Wilhelm Kreis (A) (Typenentwurf „Götterdämmerung“)                                                                    |
|                                               | Friedrichsruh am Bahnübergang, Straßenecke                                                                     | SH   | Gedenkstein mit Inschrift, Grotenburgstein | 1895                                     | erhalten | |
|                                               | Friedrichsruh Schmetterlingsgarten                                                                             | SH   | Steinerne Büste im Garten | um 1895                                  | erhalten | Harro Magnussen (BH)                                                                                                  |
|                                               | Friedrichsruh an den Bahnanlagen beim Mausoleum                                                                | SH   | Bronzefigurengruppe Der Siegende Hirsch mit bronzener Inschrifttafel auf Granitsockel, Bismarck gewidmet | 1895                                     | erhalten | |
|                                               | Frohburg Ehrenhain in Bahnhofsnähe                                                                             | SN   | Bismarck-Gedenkstein, Quarzfindling mit Bronzerelief in einer Gruppe von Findlingen | nach 1916                                | erhalten, zu DDR-Zeiten als Ehrenmal für die Opfer des Faschismus umgewidmet, nach 1990 neue Inschrift: Den Opfern aller Gewaltherrschaften zum Gedenken | Robert Diez, Dresden (BH)                                                                                             |
|                                               | Fürstenwalde/Spree Karl-Marx-Straße, am Stadtpark                                                              | BB   | großer Gedenkstein mit Bronzerelief in einen Rondell aus Findlingen, zu DDR-Zeiten Bismarck durch Karl-Marx-Relief ersetzt | 1904                                     | mit neuem Karl-Marx-Relief erhalten | 1904: Arnold Künne, Berlin (BH)                                                                                       |
|                                               | Fürth im Westen der Stadt, am Hard                                                                             | BY   | Quadratische Bismarck-Säule aus Muschelkalk mit steinernen Schmuckelementen, Höhe 17,5 m | 1907                                     | 1938 abgebrochen für einen Flugplatz | Wilhelm Kreis (A) (Typenentwurf „Götterdämmerung“)                                                                    |
| G                                             | |      | |                                          | | |
|                                               | Gadebusch am Bahnhof gegenüber dem Stadtwald                                                                   | MV   | Gedenkstein, Steinblock mit Bronzemedaillon und Bismarck-Relief, | 1911                                     | Bronzeteile 1942 Metallspende, Stein erhalten | |
|                                               | Geislingen an der Steige im Stadtpark                                                                          | BW   | Gedenkstein mit Bronzemedaillon | 1908                                     | erhalten Bronzeteile 1942 Metallspende | |
|                                               | Gera Anhöhe Steinertsberg                                                                                      | TH   | Quadratische Bismarck-Säule als Aussichtsturm aus Kalkstein, Reichsadlerrelief, Bismarck-Wappen aus Sandstein, Höhe 20,5 m | 1902                                     | 1949 abgerissen | Wilhelm Kreis (A) (Typenentwurf „Götterdämmerung“), Fritz Rühling, Gera (BH)                                          |
|                                               | Gera Stadtwald, Anhöhe Hainberg\|                                                                              | TH   | Gedenkstein mit Bronzemedaillon | 1888                                     | um 1920 beseitigt | |
|                                               | Gernrode Anhöhe Stubenberg am Stubenberg-Hotel                                                                 | ST   | Gedenkstein auf einem runden aus Felsgestein gefügten Sockel | 1901                                     | Stein 1948 umgestürzt und entfernt, nicht mehr erhalten | |
|                                               | Gettorf Kreuzung Eichstraße / Spritzengang                                                                     | SH   | Gedenkstein in einem mit Blumen gepflanzten Rondell mit Bismarck-Medaillon | um 1895                                  | erhalten, sehr gepflegt! | Bruno Kruse, Dresden/Berlin (BH)                                                                                      |
|                                               | Geyer Schrebergarten Zwönitzer Straße                                                                          | SN   | Bismarckeiche mit Bismarck-Gedenktafel aus Sandstein | 1915                                     | um 1945 verschollen, 1992 bei Erdarbeiten freigelegt und seit 1994 wieder am alten Platz | |
|                                               | Gießen Anhöhe Hardthöhe                                                                                        | HE   | Quadratische Bismarck-Säule als Aussichtsturm aus Basalt als Aussichtsturm mit bildhauerischem plastischem Schmuck, Reichsadler und Schriftzug Bismarck, Höhe 15 m.                                                                                                 | 1906                                     | erhalten, Eingang vermauert. | Augusto Varnesi, Frankfurt a. M. (BH)                                                                                 |
|                                               | Gießen Friedhof                                                                                                | HE   | Bismarck-Eiche mit einer davor befindlichen Eisengusstafel | um 1895                                  | erhalten | |
|                                               | Gießen Eckanlage 5, Bismarckstraße                                                                             | HE   | Steinplatte in der Klinkerfassade mit Bismarck-Medaillon | 1891                                     | erhalten | Friedrich Reimer (St)                                                                                                 |
|                                               | Glauchau Stadtrand                                                                                             | SN   | Quadratischer Bismarck-Turm aus Sandstein als Aussichts- und Wasserturm mit bildhauerischem plastischem Schmuck, Reichsadler, im 1. und 2.OG befindet sich eine Jugendherberge, Höhe 45 m.                                                                          | 1910                                     | erhalten, 1945 in Friedensturm umbenannt | |
|                                               | Glauchau Lehngrundschule, Turnerstraße                                                                         | SN   | Gedenkstein in einer angelegten Steingrotte mit Bronzemedaillon | 1902                                     | verschollen | |
|                                               | Glossen bei Löbau im Ort                                                                                       | SN   | Gedenkstein aus gemauerten Granitsteinen mit Bronzetafeln, Bismarck-Ehrentafel, Bismarck-Spruchtafel und für die Gefallenen des Ersten Weltkriegs | 1900                                     | erhalten | Fabrikbesitzer Reinhold Hoffmann (St)                                                                                 |
|                                               | Göhren b. Woldegk                                                                                              | MV   | Findling mit Inschrift |                                          | erhalten | |
|                                               | Görlitz Landskrone                                                                                             | SN   | Quadratischer Bismarck-Turm aus Granit als Aussichtsturm mit bildhauerischem plastischem Schmuck, Reichsadler, Inschrift, Höhe 13 m. | 1901                                     | erhalten | Wilhelm Kreis (A) (Typenentwurf „Götterdämmerung“)                                                                    |
|                                               | Görlitz Obermarkt                                                                                              | SN   | Bronzestatue Bismarcks am Sockel (an der linke Flanke) des Reiterdenkmals von Kaiser Wilhelm I. | 1893                                     | 1942 Metallspende | Johannes Pfuhl, Berlin (BH)                                                                                           |
|                                               | Goslar Anhöhe an der Promenade Georgwall                                                                       | NI   | Bronzestandbild auf niedrigem Sockel aus Dolomitgestein, | 1902                                     | erhalten | Willibald Böttger, Berlin (BH)                                                                                        |
|                                               | Goslar-Hahnenklee Hauptstraße, Rathausstraße                                                                   | NI   | Gedenkstein mit Zierzaun und gusseisernes Medaillon, | 1907                                     | erhalten, Gedenkstein 1970 entfernt, Medaillon 1974 aufgestellt | |
|                                               | Gößnitz Schulplatz am Rathaus, Freiheitsplatz                                                                  | TH   | Runde Brunnenanlage mit Fontäne aus Granit | 1897                                     | nach 1945 verschollen, neuer Brunnen ohne Bismarckbezug | |
|                                               | Gotha Mozartstraße                                                                                             | TH   | Bronzestandbild auf quadratischem felsähnlichen Sockel | 1901                                     | 1940 Metallspende; Sockel ohne Inschrift erhalten | Johannes Schilling, Dresden (BH)                                                                                      |
|                                               | Göttingen Anhöhe Klepperberg                                                                                   | NI   | Sechseckiger Bismarckhauptturm (Höhe 21 m) mit angesetztem runden Treppenturm aus Kalk- und Sandstein, Gedächtnishalle in EG Reichsadlerrelief, Bismarck-Wappen aus Bronze, Höhe 32 m                                                                               | 1896                                     | erhalten | |
|                                               | Göttingen Anhöhe Toppe                                                                                         | NI   | Quadratischer Bismarck-Feuerstein aus Kalkstein, Höhe 7 m | 1903                                     | erhalten | |
|                                               | Göttingen Am Wall (Bismarck-Haus)                                                                              | NI   | Gedenktafel über dem Eingang | um 1905                                  | erhalten | |
|                                               | Göttingen Grünanlage Merkelstraße                                                                              | NI   | Bismarckeiche mit Gedenksteinplatte | 1895                                     | erhalten | |
|                                               | Greifswald Anhöhe Epistelberg bei Eldena                                                                       | MV   | Quadratische Bismarck-Säule aus Granit, Reichsadlerrelief, Bismarck-Wappen aus Bronze, Höhe 10 m | 1900                                     | erhalten, 1960 in Olympiaturm umbenannt, 1991 wieder Bismarcksäule, 1997 saniert | Wilhelm Kreis (A) (Typenentwurf „Götterdämmerung“)                                                                    |
|                                               | Greifswald Johann-Sebastian-Bach-Straße 42                                                                     | MV   | Gedenktafel aus Naturstein | 1877                                     | erhalten, jetzt Plattenbau, Tafel im Museum | |
|                                               | Greiz Heinrichstraße                                                                                           | TH   | am Kaiser Wilhelm-Denkmal befindliche Bronzebüste auf quadratischen Sockel aus Granit | 1895                                     | 1942 Metallspende, ebenso das Kaiser Wilhelm-Denkmal, Sockel im Mai 1947 entfernt | Bruno Kruse, Berlin (BH)                                                                                              |
|                                               | Grevesmühlen                                                                                                   | MV   | Findling mit Relief |                                          | 1949 umgewidmet zum Goethestein | |
|                                               | Grimma-Höfgen Gleisberg-Park (Jutta-Park) oberhalb der Schiffsmühle,                                           | SN   | Runder Bismarckturm als Aussichts- und Wasserturm aus Granit, Bismarck-Wappenschild, Höhe 16 m | 1905                                     | erhalten, Wappenschild ohne Inschrift | |
|                                               | Grimmen Friedhof                                                                                               | MV   | Bronzestandbild auf Granitsockel | 1902                                     | 1942 Metallspende, Sockel 1953 Karl-Marx-Gedenkstein | |
|                                               | Groitzsch Marktplatz                                                                                           | SN   | Standbild auf quadratischem hohen Sockel | 1903                                     | 1942 Metallspende, Sockel bis 1951 erhalten, Graniteinfassung als Blumenbeet | A. Meyer, Berlin (BH)                                                                                                 |
|                                               | Gronau Stadtpark an der Dinckel                                                                                | NW   | Gedenkstein, Findling mit Bronzetafel | um 1905                                  | erhalten | |
|                                               | Groß Dratow | MV   | Findling mit Inschrift |                                          | erhalten | |
|                                               | Großenhain Meißener Straße, Beethovenallee                                                                     | SN   | Bronzebüste auf quadratischem Granitsockel, mit Zierzaun umgeben | 1896                                     | im Ersten Weltkrieg eingeschmolzen, durch eine andere 1925 ersetzt und diese 1942 Metallspende | Bruno Kruse, Berlin (BH)                                                                                              |
|                                               | Großpostwitz Anhöhe Mönchwalder Berg                                                                           | SN   | Gedenkstein, Findling auf rechteckigem Sockel mit Bronzemedaillon und Tafeln, davor eine Granitsitzbank | 1893                                     | erhalten, ohne Bronzeteile | |
|                                               | Großschönau Hutberg, Kaiserhain                                                                                | SN   | Bronzebüste neben Moltke und Kaiser-Wilhelm auf quadratischem Granitsockel in einer Denkmalanlage mit Zierzaun umgeben | 1892                                     | Büste 1946 zerschlagen und entfernt, Sockel später entfernt, Bank noch vorhanden, | Fritz Schaper, Berlin (BH)                                                                                            |
|                                               | Grünhain im Erzgebirge Spiegelwald am Albertturm                                                               | SN   | Gedenkstein, Findling mit einer Bronzetafel | um 1900                                  | nicht erhalten | |
|                                               | Gunzenhausen Burgstall-Wald                                                                                    | BY   | Abgestufter quadratischer Obelisk aus Bruchsteinmauerwerk, mit Bronzemedaillon und zwei Hinweistafeln, Höhe 7 m | 1901                                     | erhalten | |
|                                               | Gusow-Platkow, Ortsteil Gusow Am Witwenpark                                                                    | BB   | Gedenkstein mit gemeißelter Inschrift und gepflanzter Bismarck-Eiche | 1895                                     | nicht erhalten | |
|                                               | Guteborn Hauptstraße, Dorfaue                                                                                  | BB   | Gedenkstein aus Granit mit Marmor-Gedenktafel und gepflanzter Bismarck-Eiche; entsprechend Tafel am Stein am 1. April 1915 gesetzt | 1915                                     | erhalten, gepflegt | |
| H                                             | |      | |                                          | | |
|                                               | Hagen Anhöhe Goldberg                                                                                          | NW   | Quadratische Bismarck-Säule aus Grauwacke und Sandstein, Reichsadlerrelief, Bismarck-Wappen aus Stein, Höhe 24 m | 1901                                     | erhalten | Wilhelm Kreis (A) (Typenentwurf „Götterdämmerung“); Wenzel Jina, Koblenz (BH)                                         |
|                                               | Hagen-Dahl Buchenhain am Rundwanderweg                                                                         | NW   | Schwarzer aufgerichteter Marmorstein mit Inschrift | um 1895                                  | erhalten | |
|                                               | Halberstadt Spiegelberg, am Blanken Kopf                                                                       | ST   | Runde Bismarck-Warte aus Sandstein mit Ehrenhalle, Reichsadlerrelief, Bismarck-Wappen aus Stein, Turmabschluss eine auf fünf wuchtigen Säulen ruhende Gewölbekappe aus Sandstein, Höhe 22 m                                                                         | 1907                                     | erhalten | |
|                                               | Haldensleben Zackelberg                                                                                        | ST   | Gedenkstein, Findling, umpflanzt mit 90 Eichen | 1905                                     | erhalten | |
|                                               | Haldensleben im Westen von Haldensleben an der Bahnstrecke                                                     | ST   | Gedenkstein mit einigen Bismarck-Eichen | 1915                                     | erhalten | |
|                                               | Halle an der Saale Anhöhe Petersberg                                                                           | ST   | Quadratische Bismarck-Säule aus Porphyr, Reichsadlerrelief, Bismarck-Wappen aus Mosaik, Höhe 15 m | 1902                                     | erhalten, 1945 beschädigt, Oberbau des Turmes fehlt, wurde bis 1990 von der Post genutzt, saniert | Wilhelm Kreis (A) (Typenentwurf „Götterdämmerung“)                                                                    |
|                                               | Halle an der Saale Poststraße, Martinsberg                                                                     | ST   | Kaiser-Wilhelm-Denkmalsanlage mit Säulengang aus Sandstein, Brunnen, Kaskaden, mittig Bronzereiterstandbild Kaiser Wilhelm, rechts Moltkestandbild und links Bismarckstandbild                                                                                      | 1901                                     | Laut Kontrollratsbeschluss 1947 Demontage der Denkmalanlage, Bronzestandbilder verschollen | Peter Breuer, Berlin (BH)                                                                                             |
|                                               | Halle-Kröllwitz Bergschänke am Kröllwitzer Felsen                                                              | ST   | Hohes Standbild aus Tuffgestein auf quadratischem Sockel | 1907                                     | nicht erhalten | Paul Juckoff, Schkopau (BH)                                                                                           |
|                                               | Hamburg Anhöhe ehemaliger Mühlenberg, Elbpark St.Pauli                                                         | HH   | Standbild als Roland in einer Rüstung, neben sich zwei wachsame Adler aus Schwarzwälder Granit. Gewaltiges und unterkellertes Monumentaldenkmal auf einer Fläche von 58 mal 37 m. Die Gesamthöhe beträgt 36 m.                                                      | 1906                                     | erhalten | Hugo Lederer, Berlin (BH)                                                                                             |
|                                               | Hamburg Trostbrücke 1, Neustadtseite. Laeiszhof.                                                               | HH   | Am Gebäude befinden sich 4 Statuen: Bismarck, Kaiser-Wilhelm, Roon und Moltke aus Kupfer. | 1898                                     | erhalten | Bruno Kruse, Berlin (BH)                                                                                              |
|                                               | Hamburg-Altona Gebäude Friedenseiche 6                                                                         | HH   | Fassadenschmuck mittels Bismarck-Kopfes und in der 3.Etage gemalte Wandbilder, Kaiser-Wilhelm, Kronprinz Friedrich Wilhelm, Bismarck | um 1895                                  | erhalten | |
|                                               | Hamburg-Altona Königstraße, Schleepark                                                                         | HH   | Bronzestandbild auf quadratischem Sockel aus rotem Granit | 1898                                     | erhalten | Adolf Brütt, Berlin (BH)                                                                                              |
|                                               | Hamburg-Bergedorf Schlosspark, ursprünglich Reinbeckerweg                                                      | HH   | Gedenkstein in einem Rondell auf rundem Granitsockel auf drei Säulen ruhender Granitstein mit Bronzemedaillon, rückseitig Tafel mit Inschrift. | 1906                                     | erhalten | Karl Garbers, Hamburg (BH)                                                                                            |
|                                               | Hamburg-Blankenese NW-Ecke im Hirschpark,                                                                      | HH   | Gedenkstein mit Inschrift und gepflanzter Eiche | 1895                                     | erhalten | Ernst Wriedt, Altona                                                                                                  |
|                                               | Hamburg-St.Pauli ehemalige Gaststätte Trichter, später Carl C.E. Clausens Konzertgarten,                       | HH   | Vergnügungsstätte mit Aussichtsturm als Bismarckturm genannt, Höhe 12 m. | um 1885                                  | 1926 abgerissen | |
|                                               | Hamburg-Wandsbek Teichinsel im Wandsbecker Gehölz Bei N53°34.069 E010°05.390                                   | HH   | Gedenkstein, Findling mit Inschrift und gepflanzter Eiche. | 1895                                     | erhalten | |
|                                               | Hameln Anhöhe Knabenburg                                                                                       | NI   | Quadratische Bismarck-Säule aus Sandstein, oberes Drittel Rundturm, Höhe 10,5 m | 1910                                     | erhalten | Wilhelm Kreis (A) (Typenentwurf „Götterdämmerung“)                                                                    |
|                                               | Hanau-Wilhelmsbad Grünanlage Ortsmitte                                                                         | HE   | Quadratische Bismarck-Säule aus Basalt, Bronzereichsadlerrelief und Bismarck-Wappen, Inschrift Bismarck, Höhe 18 m | 1905                                     | erhalten | Wilhelm Kreis (A) (Typenentwurf „Götterdämmerung“)                                                                    |
|                                               | Hanerau-Hademarschen an der Seite des Mannhardtschen Waldes                                                    | SH   | Gedenkstein, Findling behauen mit Inschrift aus Goldbuchstaben | 1899                                     | erhalten | Dr. Johannes Mannhardt, Hanerau (St)                                                                                  |
|                                               | Hannover Im Ägidien-Masch                                                                                      | NI   | Quadratische Bismarck-Säule aus Granit und Sandstein, Bronzereichsadlerrelief und Bismarck-Wappen, Höhe 19,5 m | 1904                                     | 1935 abgerissen | Alfred Sasse, Hannover-lInden (A); Georg Herting, Hannover (BH)                                                       |
|                                               | Hannover Rathaus über Eingangsportal Empfangshalle                                                             | NI   | Sandsteinbüste über Eingangsbogen | 1895                                     | erhalten, | |
|                                               | Hannoversch Münden Beethovenstraße, nahe Bahnhof                                                               | NI   | Bronzebüste auf quadratischen Sockel | 1895                                     | erhalten, 1918 Metallspende, neue Büste 1929, 1942 Metallspende neue Büste 1962 | Karl Begas, Berlin (BH), Friedrich Wetzell (St)                                                                       |
|                                               | Hartha Am Harthaer Heegweg                                                                                     | SA   | Bismarck-Stein mit Inschrift | 2020                                     | Der Stein stand zuvor in Waldheim und war ein Teil des Sockels des dortigen, im Zweiten Weltkriege eingeschmolzenen Kaiser-Wilhelm-Denkmals. Bereits sollte 1901 sollte ein Denkmal errichtet werden und der Sockel war bereits gebaut worden. Dieser wurde für das Denkmal benutzt. | |
|                                               | Hasselfelde-Trautstein Anhöhe Karlhaus, Bismarck-Berg                                                          | NI   | Quadratischer Aussichtsturm aus Stahl mit Bronzemedaillon, Höhe 20 m | 1901                                     | 1981 durch Sowjetarmee demontiert, neuer Turm 1998, Höhe 50 m | |
|                                               | Hattingen Stadtwald (Schulenbergwald)                                                                          | NW   | Bismarck-Säule aus Bruchstein mit einem unregelmäßigen sechseckigen Grundriss mit einem Turmvorbau, Bronzereichsadlerrelief und Bismarck-Wappen, Höhe 11 m | 1901                                     | erhalten | |
|                                               | Hechingen-Beuren Beurener Anhöhe                                                                               | BW   | Gedenkstein, Granitfindling aus dem Schwarzwald mit Inschrift, flacher Betonsockel. | 1909                                     | erhalten | Dr. Ernst Schweninger, Hechingen (St)                                                                                 |
|                                               | Heidelberg südliche Seite des Heiligenberges                                                                   | BW   | Quadratische Bismarck-Säule aus Sandstein, Bronzereichsadlerrelief und Bismarck-Wappen, Höhe 15 m | 1903                                     | erhalten | Wilhelm Kreis (A) (Typenentwurf „Götterdämmerung“), Ernst Sommer (BH)                                                 |
|                                               | Heidelberg bei der Neckarbrücke am Bismarck-Platz                                                              | BW   | Marmorbüste im Bismarck-Garten auf rotem schwedischen Granitsockel. | 1897                                     | erhalten | Adolf Donndorf, Stuttgart (BH)                                                                                        |
|                                               | Heidenheim an der Brenz westliche Bahnanlagen, Vorplatz                                                        | BW   | Aufrecht stehender Gedenkstein aus Südtiroler Marmor auf Sandsteinsockel, Bronzemedaillon. | 1905                                     | erhalten | Renz (BH), Georg Joos (St)                                                                                            |
|                                               | Heilbronn Frankfurter Straße. Kurt-Schumacher-Platz                                                            | BW   | Bronzestandbild auf quadratischem abgestuften Sockel aus Sandstein mit Inschrift in einer rechteckigen Denkmalanlage mit Nebenfiguren | 1903                                     | erhalten, Denkmalanlage seit 1948 nicht mehr vorhanden, 1996 wurde das Denkmal auf den Bismarck-Platz umgesetzt | Emil Kiemlen (BH) |
|                                               | Heilsberg, Gemeinde Remda Anhöhe Viehberg                                                                      | TH   | Quadratische Bismarck-Feuersäule, Obeliskartig aus Feldstein und Mauerklinker, Eisengussmedaillon und Wappen bemalt, Höhe 7 m | 1902                                     | erhalten | |
|                                               | Herdecke Poststraße Ecke Goethestraße                                                                          | NW   | Bronzebüste auf sechseckigem Untersockel und rundem oberen Sockel aus Sandstein mit Zierzaun | 1903                                     | 1943 Metallspende, Sockel nach 1945 entfernt | |
|                                               | Herford Anhöhe Stuckenberg                                                                                     | NW   | Quadratische Bismarck-Säule aus Sandstein, Reichsadlerrelief und Bismarck-Wappen aus Sandstein, Höhe 23,3 m | 1906                                     | erhalten | |
|                                               | Heringsdorf Anhöhe Präsidentenberg                                                                             | MV   | Quadratische Bismarck-Säule aus Findlingen und Feldsteinen, rundbogenartiger Eingang mit Gedächtnishalle, mit Turminschrift, Reichsadlerrelief und Bismarck-Wappen, Höhe 42 m                                                                                       | 1907, Grundsteinlegung im September 1905 | am 1. Mai 1946 von der Roten Armee gesprengt | Otto Rietz (A) |
|                                               | Herne-Eickel Promenadenweg                                                                                     | NW   | Bronzestandbild auf rundem roten Meißner Granitsockel | 1904                                     | 1942 Metallspende, Sockel um 1950 entfernt | August Schmiemann, Münster (BH)                                                                                       |
|                                               | Herzberg (Elster) Stadtpark                                                                                    | BB   | Gedenkstein, spitz verlaufender Findling inmitten weiterer kleiner Findlinge, Bronzemedaillon, | 1904                                     | um 1954 ohne Medaillon, neues Medaillon 2001 durch Heimatverein Herzberg | |
|                                               | Hiddensee Steilküste Dornbusch, Tidden-Ufer                                                                    | MV   | gestrandeter Findling durch Inschrift zum Bismarck-Gedenkstein | 1905                                     | verschollen | |
|                                               | Hildburghausen Stadtberg                                                                                       | TH   | Runder Bismarck-Turm als Aussichtsturm aus Kalkstein mit bronzenem Bismarck-Relief und Wappen, Höhe 15 m | 1905                                     | erhalten seit 2000 mit Wetterschutzdach | Ferdinand Lepcke, Berlin (BH)                                                                                         |
|                                               | Hilden Marktplatz                                                                                              | NW   | Bronzebüste auf einer runden Säule in einer Brunnenanlage | 1899                                     | 1942 Metallspende | |
|                                               | Hildesheim Anhöhe Galgenberg                                                                                   | NI   | Quadratische Bismarck-Säule aus Kalkstein, mit Turminschrift, Reichsadlerrelief und Bismarck-Wappen, Höhe 20 m | 1905                                     | erhalten | Wilhelm Kreis (A) (Typenentwurf „Götterdämmerung“)                                                                    |
|                                               | Hof Anhöhe Rosenbühl, Moschendorf                                                                              | BY   | Bismarck-Säule, quadratischer Unterturm mit achteckigem Oberturm, Turmspitze abgetreppt aus Granit, Gedenktafel, Reichsadlerrelief und Bismarck-Büste aus Granit, Höhe 25 m                                                                                         | 1914 Baubeginn 1921 eingeweiht           | erhalten | Neubert, Weißenstadt                                                                                                  |
|                                               | Hohenlockstedt Hohenlockstedter Lager                                                                          | SH   | Gedenkstein in Pyramidenform aus Feldsteinen gemauert mit Bronzeadler auf der Spitze und einer Gedenktafel; vor dem Gedenkstein je ein Findlingsgedenkstein für Moltke und Roon                                                                                     | 1900                                     | erhalten, ohne Adler | |
|                                               | Holzminden Baugewerbeschule                                                                                    | NI   | Gedenkstein, Findling, auf ausgeschichteten kleineren Findlingen, Bronzemedaillon. | 1898                                     | erhalten | Eugen Victor Kircheisen, Braunschweig (BH)                                                                            |
|                                               | Homburg an der Saar am Schlossberg                                                                             | SL   | Gedenkstein in Form eines Obelisken aus Marmor, Bronzemedaillon, | um 1900                                  | erhalten ohne Medaillon | |
|                                               | Homburg an der Saar Marktapotheke                                                                              | SL   | Gedenktafel | um 1910                                  | Gebäude 1945 zerstört, Gedenktafel 1985 erneuert | |
|                                               | Höxter Anhöhe Ziegenberg                                                                                       | NW   | Runde Bismarck-Säule aus Kalkstein mit aufgesetztem spitzen kleinen Turm, Gedenktafel, Reichsadlerrelief und Bismarck-Wappen aus Sandstein, Höhe 13 m | 1900                                     | erhalten | |
|                                               | Husby Husbyrieser Gehölz                                                                                       | SH   | rechteckiger Gedenkstein mit Eiche mit einer streifig gestalteten Kugel als Abschluss. Weißes Marmormedaillon und schwarze Marmorgedenktafel | 1900                                     | erhalten, Marmorgedenktafel und Medaillon 1945 von französischen Soldaten zerschossen, 1949 durch Kupfertafel und Medaillon ersetzt. | |
| I                                             | |      | |                                          | | |
|                                               | Idar-Oberstein Anhöhe Wartehübel                                                                               | RP   | Quadratische Bismarck-Säule aus Kalkstein, mit Turminschrift, Reichsadlerrelief und Bismarck-Wappen, Höhe 17 m | 1907                                     | erhalten | Wilhelm Kreis (A) (Typenentwurf „Götterdämmerung“), Gustav Kehl, St. Johann (BH)                                      |
|                                               | Ingelheim Anhöhe Waldeck                                                                                       | RP   | Quadratischer Bismarckturm als Aussichtsturm aus Kalkstein, mit Turminschrift, Reichsadlerrelief und Bismarck-Wappen, Höhe 31 m | 1907                                     | erhalten | Wilhelm Kreis (A) (Typenentwurf „Götterdämmerung“)                                                                    |
|                                               | Iserlohn Anhöhe Seilerkuppe                                                                                    | NW   | Quadratische Bismarck-Säule als Aussichtsturm aus Basalt, mit Turminschrift, Bismarckmedaillon, Höhe 14,5 m | 1915                                     | erhalten | |
|                                               | Itzehoe Anhöhe Lübsches Gehölz                                                                                 | SH   | Quadratische Bismarck-Säule als Aussichtsturm aus Granit, mit Turminschrift, Höhe 18 m | 1905                                     | erhalten | Wilhelm Kreis (A) (Typenentwurf „Götterdämmerung“)                                                                    |
|                                               | Itzehoe Brückenstraße/Liethberg                                                                                | SH   | Rechteckige Bismarck-Gedenktafel aus Sandstein in einer Anlage mit Metallzierzaun | 1895                                     | erhalten | |
| J                                             | |      | |                                          | | |
|                                               | Jena Anhöhe Malakoff Tatzland                                                                                  | TH   | Runder Bismarckturm als Aussichtsturm aus Kalkstein, über dem EG eine runde Aussichtsgalerie auf 18 Steinsäulen ruhend, mit Turminschrift, oberer Abschluss ein rundes Gewölbe auf 8 Strebepfleifern ruhend, Höhe 21 m                                              | 1909                                     | erhalten | Wilhelm Kreis (A) (Typenentwurf „Götterdämmerung“), Otto Späte (BH)                                                   |
|                                               | Jena Marktplatz                                                                                                | TH   | Bismarck-Brunnen aus Tuffstein, rechteckiges Becken, Unterbau der Brunnenanlage aus Granit, Rückfront mit Schmuckgiebel und bronzenem Bismarck-Relief und Inschrifttafeln                                                                                           | 1893                                     | erhalten, Bronzeteile unvollständig | Adolf Hildebrand (BH)                                                                                                 |
|                                               | Jena Universitätshof                                                                                           | TH   | Sechseckiger überdachter Brunnen mit glockenförmigem Dach aus Schiefer, an den Seitenflächen des Brunnens dekorative Schmuckelemente aus Bronze und Stein. | 1908                                     | erhalten, saniert, Bronzeteile unvollständig | Theodor Fischer, Stuttgart (A); Ernst Hischen (BH)                                                                    |
|                                               | Jena Forstweg                                                                                                  | TH   | Gedenkstein aus Granit mit Bronzegedenktafel mittig in einem aus Gestein gebildeten Viertelkreis, eine steinerne Sitzbank befindet sich vor der Anlage. | 1892                                     | erhalten, Bronzetafel verschollen | |
|                                               | Jena Anhöhe Hausberg vor dem Fuchsturm                                                                         | TH   | Gedenkstein aus Tuffgestein mit einem Bismarckrelief. | 1915                                     | nicht erhalten | |
|                                               | Jena Alexander-Puschkin-Platz                                                                                  | TH   | Gedenksteinplatte vor gepflanzter Bismarck-Eiche | 1885                                     | Baum vorhanden, Gedenkplatte verschollen | |
|                                               | Jena Hotel Schwarzer Bär Luther-Platz 2                                                                        | TH   | am Gebäude angebrachte Gedenktafel, neben Martin Luthers Gedenktafel. | 1892                                     | um 1953 Gedenktafel abmontiert, verschollen | |
|                                               | Jever am Kibitz-Brunnen                                                                                        | NI   | Am Kibitz-Brunnen befindet sich eine Gedenktafel | 1898                                     | erhalten | Varel Boner (A) |
|                                               | Jever Kirchplatz                                                                                               | NI   | Gepflanzte Bismarck-Eiche mit einem hohen kunstvollen Zierzaun mit Medaillon, Reichsadlerrelief und Bismarck-Wappen | 1905                                     | erhalten, Zaun wegen Rostschäden entfernt | Harro Magnussen, Berlin (BH)                                                                                          |
|                                               | Jöhstadt Am Franzenberg, August-Bebel-Platz                                                                    | SN   | Gedenkstein, Großer Gneisfindling aufrecht mit Bronzemedaillon | 1902                                     | erhalten, Medaillon verschollen | |
|                                               | Joketa im Vogtland Loreley-Steig im Triebtal                                                                   | SN   | Bismarckfelsen mit eingelassener Nische mit aufgestellter Bronzebismarck-Büste, darunter eine Bronzegedenktafel | 1895                                     | Büste und Bronzetafel seit 1945 verschollen, Nische vorhanden | |
| K                                             | |      | |                                          | | |
|                                               | Kaiserslautern Am Polizeipräsidium                                                                             | RP   | Bronzestandbild auf quadratischen Granitsockel mit ruhenden Löwen und Kränzen, | 1895                                     | 1917 Metallspende, nicht wieder erneuert, Sockel nach 1935 abgebaut | Joseph Wilhelm Menges, München (BH)                                                                                   |
|                                               | Kamenz Hutberg                                                                                                 | SN   | Gedenkstein, spitz hochkant aufgestellter Findling mit Bronzemedaillon und Zierzaun | 1895                                     | erhalten, Medaillon nach 1945 verschollen | |
|                                               | Karlsruhe Stadtgarten am Festhaus                                                                              | BW   | Bronzestandbild auf quadratischem Granitsockel mit Geniusfigur | 1904                                     | 1945 werden alle Bronzeteile außer das Standbild Metallspende, 1953 Umsetzung zum Bismarck-Gymnasium | Friedrich Moest, Karlsruhe (BH)                                                                                       |
|                                               | Karlsruhe-Durlach Kanzlerstraße Ecke Gärtnerstraße                                                             | BW   | Gedenkstein mit Bronzemedaillon, Graphitblock | 1907                                     | Bronzemedaillon nach 1950 verschollen, Stein erhalten, 2001 neues Medaillon und Informationstafel | Heinrich Bauser, Karlsruhe (BH), 2001 Ulrich J. Sekinger, Karlsruhe (BH)                                              |
|                                               | Kassel Anhöhe Brasselberg                                                                                      | HE   | Quadratische Bismarck-Säule als Aussichtsturm aus Tuffstein, mit Turminschrift, Bronzereichsadlermedaillon, Höhe 25,5 m | 1904                                     | erhalten, 1947 Umbenennung in Brasselbergturm, | Wilhelm Kreis (A) (Typenentwurf „Götterdämmerung“)                                                                    |
|                                               | Katzhütte Anhöhe Scheffelsberg                                                                                 | TH   | Gedenkstein aus mehreren Findlingssteinen aufgetürmt mit Bronzebismarck-Medaillon | 1895                                     | erhalten, Bronzemedaillon verschollen. | |
|                                               | Keilhau Anhöhe Kolm                                                                                            | TH   | Quadratische Bismarck-Säule als Feuerturm aus Muschelkalkstein, mit Turminschrift, Höhe 12 m | 1899                                     | erhalten | |
|                                               | Kiel Rathausstraße, Hiroshima-Park                                                                             | SH   | Bronzestandbild auf quadratischem Sockel aus rotem Granit, mit Bronzetafeln und Inschrift | 1897                                     | erhalten, Bronzetafeln verschollen | Harro Magnussen, Berlin (BH)                                                                                          |
|                                               | Kirchberg Rathaus am Altmarkt                                                                                  | SN   | Bronzestandbild auf quadratischem Sockel aus rotem schwedischem Granit, mit Bronzetafeln und Inschrift | 1900                                     | 1943 Metallspende, Sockel nach 1945 demontiert, erhalten sind noch die Einfassungen und der zwei etagenmäßige Unterbau. | Hugo Cauer, Berlin (BH)                                                                                               |
|                                               | Kirchheimbolanden Anhöhe Geißenberg                                                                            | RP   | Achteckiger Bismarck-Pavillon aus Eisen mit farbigen Gläsern. | 1874                                     | 1933 Abriss und Errichtung eines Kriegerdenkmales | |
|                                               | Kirchheimbolanden Kaiser-Tempel im Schillerhain                                                                | RP   | Tempel mit Eisengussbüsten von Kaiser Wilhelm, Kaiser Friedrich Wilhelm, König Ludwig und Bismarck. | um 1895                                  | während des Zweiten Weltkriegs verschollen | |
|                                               | Kirchheimbolanden Kaiser-Tempel im Schillerhain, am Kurhaus                                                    | RP   | Granitfindling als Gedenkstein mit Kaiser Wilhelm-Büste und drei Bronzemedaillons: Kaiser Friedrich, Moltke und Bismarck | 1897                                     | Findling erhalten, Bronzeteile verschollen | Bruno Diamant (BH) |
|                                               | Kirchlengern bei Bünde Anhöhe Reesberg                                                                         | NW   | Granitfindling mit Bronzemedaillon | 1977                                     | erhalten | |
|                                               | Kirn gegenüber dem Bahnhof                                                                                     | RP   | Quadratische Bismarck-Säule als Feuerturm aus Basalt, mit Turminschrift, Höhe 12 m | 1901                                     | erhalten | Wilhelm Kreis (A) (Typenentwurf „Götterdämmerung“); Robert Cauer, Bad Kreuznach (BH)                                  |
|                                               | Kisdorf Bismarckplatz                                                                                          | SH   | Gedenkstein mit gepflanzter Eiche, 1910 durch einen Granitfindlingsstein ersetzt mit Inschrift | 1900, 1910                               | erhalten | |
| Bismarck-Kopf, Pfarrkirche St. Andreas (Köln) | Köln Pfarrkirche St. Andreas                                                                                   | NW   | Bismarck-Kopf als Narr-Karikatur als Bogenkonsole an einem Rundbogen | um 1876                                  | erhalten | |
|                                               | Köln Augustinerplatz                                                                                           | NW   | Bronzestandbild auf quadratischem Sockel aus rotem Granit. | 1879                                     | 1945 zerstört | Fritz Schaper, Berlin (BH)                                                                                            |
|                                               | Köln-Bayenthal Oberländer Rheinufer                                                                            | NW   | Bismarck-Turm, Darstellung als 15 m hoher Roland, aus Grauwacke und Basalt, mit Vorbau, Höhe insgesamt 27 m | 1903                                     | erhalten, saniert | Arnold Hartmann, Berlin (A)                                                                                           |
|                                               | Köln-Bayenthal Bayenthalgürtel 2 (Bismarckburg)                                                                | NW   | Bismarck-Relief aus Sandstein, als Roland am abgetreppten Giebel | 1904                                     | 1935 abgebrochen für eine Wohnanlage | Christian Behrens, Dresden (BH)                                                                                       |
|                                               | Königsberg in Franken Bahnhofstraße nahe am Handwerkerhof                                                      | BY   | Gedenkstein aus Sandstein, behauen, inmitten einer unregelmäßigen Steingruppe, mehrere Metalltafeln | 1911                                     | erhalten | |
|                                               | Konstanz Anhöhe Raiteberg                                                                                      | BW   | Quadratischer Bismarck-Turm als Aussichtsturm und rund gestalteten Gebäudeecken, Vorhalle mit Bismarck-Büste, getragen von vier Granitsäulen, mit bildhauerischem plastischem Schmuck. Höhe 23 m                                                                    | 1912                                     | erhalten | Fassadenschmuck von Buchenau, Konstanz; Büste von Karl Killer, München (BH)                                           |
|                                               | Krakow am See Anhöhe Jörgenberg im Stadtpark                                                                   | MV   | Sechseckiger Bismarck-Turm als Aussichtsturm aus Stahlbeton auf runden Grundriss, mit Inschrift und Bronzemedaillon, Höhe 12 m | 1907                                     | 1945 von der Roten Armee gesprengt, 1995 neuer Turm ohne Hinweise auf Bismarck | |
|                                               | Krefeld Bismarckplatz                                                                                          | NW   | Bronzestandbild auf quadratischem roten italienischen Granit, Grundplatte blauer Granit mit Metallzierzaun | 1895                                     | 1943 Metallspende; Sockel vergraben, 1964 bei Tiefbauarbeiten wiedergefunden und neu aufgestellt | |
|                                               | Krefeld-Hüls Grundstück Am Hülser Berg                                                                         | NW   | Gedenkstein mit Bronzerelief und Feuerschale | errichtet 1904                           | erhalten | |
|                                               | Wildbad-Kreuth, OT Glashütte Gaststätte In der Glashütte                                                       | BY   | Bronzebüste auf einer Erhöhung aus Felsgestein | 1908                                     | seit 1911 verschollen | |
|                                               | Kühlungsborn-Brunshaupten Stadtwald Brunshaupten                                                               | MV   | Gedenkstein mit Inschrift, Findling, mit gepflanzter Bismarck-Eiche | 1908                                     | 1952 neue Inschrift Friedensstein | |
|                                               | Kyffhäuser Anhöhe Rothenburg                                                                                   | TH   | Runde Bismarck-Säule als Feuerturm aus Felsgestein, Aussichtsplattform von 11 Pfeilern getragen mit einem Steinadler bekrönt; mit eingeschossigem Eingangsvorbau; Bismarck-Wappen; Höhe 21 m                                                                        | 1905                                     | erhalten mit Einschränkungen | Wilhelm Kreis (A) |
| L                                             | |      | |                                          | | |
|                                               | Ladbergen Ortsausgang Richtung Lengrich                                                                        | NW   | Gedenkstein mit Bronzebildnis und drei vorgelagerten Gedenksteinplatten | 1909                                     | erhalten, ohne Steinplatten | |
|                                               | Lahr im Schwarzwald Stadtpark                                                                                  | BW   | Marmorbüste auf quadratischem Granitsockel mit Inschrift | 1893                                     | erhalten | Adolf Donndorf, Stuttgart (BH)                                                                                        |
|                                               | Lahstedt-Oberg Anhöhe Lahberg                                                                                  | NI   | Runde Bismarck-Säule als Aussichtsturm aus Sandstein, Inschrift, Bismarck-Wappen, Höhe 11 m | 1915                                     | erhalten | |
|                                               | Landau Luitpoldanlage                                                                                          | RP   | Rechteckige Bismarck-Säule als Aussichtsturm aus Sandstein, Inschrift, Bismarck-Wappen, Höhe 12 m. Stürzte vor dem Richtfest zusammen, anschließender Neuaufbau | 1910                                     | erhalten | Geheimer Hofrat Friedrich August Mahla (St); Hermann Goerke, Düsseldorf (A); Adolf Bernd, Kaiserslautern (BH)         |
|                                               | Landstuhl Anhöhe Kirchberg                                                                                     | RP   | Quadratische Bismarck-Säule als Aussichtsturm aus Sandstein, Inschrift, Bismarck-Wappen, Höhe 19 m. | 1900                                     | erhalten | Wilhelm Kreis (A) (Typenentwurf „Götterdämmerung“), Karl Ferdinand Freiherr von Stumm-Halberg (St)                    |
|                                               | Langerwehe Anhöhe Landschaftsgarten Kammerbusch                                                                | NW   | Aus Felsgestein gemauerter Gedenkstein mit Inschrifttafel aus Stein und Reliefplatte aus dunklem Gestein | 1895                                     | erhalten | |
|                                               | Lappersdorf bei Regensburg Anhöhe Geiersberg                                                                   | BY   | Dreieckige Bismarck-Säule als Feuerturm aus Sandstein, Bismarck-Wappen aus Eisenguss, Höhe 3,5 m | 1899                                     | erhalten | 11. Bayrisches Infanterie-Regiment „von der Tann“ (St)                                                                |
|                                               | Lauf Anhöhe Moritzberg                                                                                         | BY   | Quadratischer Bismarck-Turm als Aussichtsturm aus Sandstein mit Dach, Bismarck-Wappen, Höhe 21 m | 1911                                     | erhalten | |
|                                               | Lauterbach Anhöhe Hochberg                                                                                     | BW   | Gedenkstein mit Inschrift aus Jura-Kalkstein | um 1875                                  | erhalten | |
|                                               | Lehesten Anhöhe Wetzstein                                                                                      | TH   | Quadratischer Bismarck-Turm als Aussichtsturm aus Ziegelmauerwerk, Inschrift, Bismarck-Wappen, Höhe 21,8 m | 1902                                     | am 27. Juni 1979 gesprengt; etwas entfernt 2004 Neubau nach Vorbild des Turms im Altvatergebirge | |
|                                               | Leipzig Rathaus                                                                                                | SN   | Bronzestandbild auf rundem Granitsockel mit eingelassener Inschrift, Bismarck als Germane | 1905                                     | Kriegsverlust | Carl Seffner, Leipzig (BH)                                                                                            |
|                                               | Leipzig Augustusplatz (Gipsdenkmal), Johannapark (Bronzedenkmal)                                               | SN   | Bronzestandbild, Bismarck auf einem Felsen stehend mit Nebenfigur | 1895                                     | 1942 Teilmetallspende, 1946 abgebrochen | Adolf Lehnert, Josef Mágr, Leipzig (BH)                                                                               |
|                                               | Leipzig Bismarck-Haus am Markt, Thomasgasse                                                                    | SN   | Lorbeer und Eichenlaub umranktes Bronzemedaillon an der Fassade in Höhe der 1.Etage | 1895                                     | Kriegsverlust | Adolf Donndorf (BH)                                                                                                   |
|                                               | Leipzig Deutsche Bücherei am Deutschen Platz                                                                   | SN   | Über Hauseingang ein Bismarck-Kopf aus Muschelkalk | 1915                                     | erhalten | Fritz Kretzschmar, Dresden (BH)                                                                                       |
|                                               | Leipzig Marktplatz                                                                                             | SN   | Bronze-Reiterstandbild auf abgestuftem rechteckigen Sockel aus Granit, auch Siegesdenkmal, Gesamthöhe 12 m | 1888                                     | Juni 1946 kostenintensiv entfernt | Rudolf Siemering, Berlin (BH)                                                                                         |
|                                               | Leipzig-Lützschena/Stahmeln Hähnischer Flur                                                                    | SN   | Quadratischer Bismarck-Turm als Feuer- und Aussichtsturm aus Stahlbeton, mit Inschrift, dreifach abgestuft, im Untergeschoss eine Bismarck-Gedächtnishalle mit Bronzebüste und Medaillons, Höhe 31 m.                                                               | 1915                                     | nach 1945 alle Bismarckhinweise entfernt und verschollen, erhalten | Harro Magnussen, Berlin (BH)                                                                                          |
|                                               | Leisnig Lindenplatz                                                                                            | SN   | Bronzebüste auf abgestuftem Marmorsockel mit Zierzaun | 1895                                     | Kriegsverlust | Harro Magnussen, Berlin (BH)                                                                                          |
|                                               | Lengefeld im Erzgebirge Marktplatz                                                                             | SN   | Bronzebüste auf abgestuftem quadratischen Sockel aus hellem Granit mit Inschrift | 1900                                     | Kriegsverlust | Robert Bärwald, Berlin (BH)                                                                                           |
|                                               | Leutenberg Anhöhe Sormitz                                                                                      | TH   | Im Felsen eingestemmte Bronzetafel mit Medaillon. | 1899                                     | Tafel verschollen | |
|                                               | Lichtenfels Anhöhe Herberg                                                                                     | BY   | Quadratischer Bismarck-Turm als Siegesdenkmal und Aussichtsturm aus Sandstein, mit Inschrift, dreifach abgestuft, mit Bismarck-Gedächtnishalle, Höhe 21 m | 1904                                     | erhalten | |
|                                               | Lieberose Bismarck-Höhe                                                                                        | BB   | Gedenkstein mit acht Bismarck-Eichen, Stele mit Eisengusstafel mit Medaillon | um 1895                                  | erhalten, verwüstet, Eisengusstafel verschollen | |
|                                               | Liebstadt Döbraer Straße,                                                                                      | SN   | Denkmal, Obelisk aus Sandstein | 1899                                     | Kriegsverlust | Klengel, Liebstadt (BH)                                                                                               |
|                                               | Lindau (Bodensee) Anhöhe Hoyersberg                                                                            | BY   | Auf halbrunder Sandsteinsockelmauer steinerner Adler aus Sandstein mit Inschrift, Höhe 8 m | 1931                                     | erhalten | Lothar Dietz, München (BH)                                                                                            |
|                                               | Lindenfels Anhöhe Litzelröder Berg                                                                             | HE   | Runde Bismarck-Warte als Aussichtsturm aus Syenith und Granit mit vier pfeilerartigen Mauerverstärkungen, mit Inschrift, Höhe 12 m | 1907                                     | erhalten | |
|                                               | Lingen Mühlentor                                                                                               | NI   | Gedenkstein mit Bronzemedaillon und gepflanzter Eiche | 1899                                     | erhalten | |
|                                               | Lobenstein Anhöhe Franz-Heynisch-Berg                                                                          | TH   | Denkmal, Obelisk aus Granit auf einem aus Feldsteinen aufgestapelten runden Sockel, Gedenktafel aus schwarzem Marmor | um 1898                                  | Kriegsverlust | |
|                                               | Löbau Brunnenweg                                                                                               | SN   | Bismarck-Eiche (Zum 80. Geburtstag Bismarcks) | 1895                                     | erhalten | gepflanzt am 1. April 1895 von Hr. Heinrich                                                                           |
|                                               | Löbau Königsplatz, Teil der Grünanlage                                                                         | SN   | Bronzestandbild auf mehrfarbigen quadratischen Granitsockelsteinen mit Inschrift | 1904                                     | 1941 Metallspende, durch Luftangriff 1945 Werk zerstört, Standbild unversehrt und bei Löbau eingegraben (???) | Georg Meyer-Steglitz, Berlin (BH)                                                                                     |
|                                               | Löbau ev. Friedhof, an der Friedhofsmauer zur Martin-Luther-Straße                                             | SN   | Bismarck-Eiche und Gedenkstein mit Inschrift 1. April 1915 (100. Geburtstag Bismarcks) | 1915                                     | erhalten | gepflanzt am 1. April 1915, durch die Kirche                                                                          |
|                                               | Lübeck Holstentorplatz, später Lindenplatz                                                                     | SH   | Bronzestandbild auf quadratischem Granitsockel mit Inschrift | 1903                                     | erhalten | Hans Hundrieser, Berlin (BH)                                                                                          |
|                                               | Lüdenscheid Kaiserallee, Breitenloch                                                                           | NW   | Quadratischer Bismarck-Turm als Aussichtsturm aus Grauwacke, mit Inschrift, Bronzeschild mit Bismarck-Wappen, Höhe 17,5 m. | 1902                                     | 1965 abgerissen wegen Schulneubau | Wilhelm Kreis (A) (Typenentwurf „Götterdämmerung“)                                                                    |
|                                               | Lüdenscheid Breslauer Straße, Loher Wald                                                                       | NW   | Gedenkstein aus Naturstein mit Bronzeschild vom abgerissenen Bismarck-Aussichtsturm, Höhe knapp 4 m | 1968                                     | erhalten | Willy Meller, Köln (BH)                                                                                               |
|                                               | Lütjenburg Anhöhe Vogelsberg                                                                                   | SH   | Quadratischer Bismarck-Turm als Aussichtsturm aus Grauwacke, runder Aufbau, 1913 Anbau einer Gaststätte mit Bismarck-Medaillon, Höhe 18,5 m | um 1900                                  | erhalten | |
|                                               | Lychen am Bahnhof                                                                                              | BB   | Gedenkstein auf kegelförmigem Natursteinsockel, mit Bronzemedaillon | vor 1900                                 | Steine beim Bau einer Ferieneinrichtung nach 1950 verbaut, Medaillon verschollen | |
| M                                             | |      | |                                          | | |
|                                               | Magdala Bismarck-Platz                                                                                         | TH   | Gedenkstein inmitten aufgestapelter kleinerer Findlinge, mit Bronzemedaillon | 1895                                     | erhalten, Medaillon verschollen | |
|                                               | Magdeburg Scharnhorstplatz                                                                                     | ST   | Bronzestandbild auf quadratischem Sockel, vorn ein Bronzeadler dessen Schwingen die Reichskrone, Reichswappen mit dem Reichsschwert und das Verfassungsbuch schützend bedecken                                                                                      | 1899                                     | 1951 abgebrochen und beseitigt | Karl Echtermeyer, Braunschweig (BH)                                                                                   |
|                                               | Magdeburg Kriegerdenkmal 1870/71, im Fürstenwallpark                                                           | ST   | Bronzebüste 1877 von Bildhauer Emil Hundrieser | 1877                                     | erhalten | Emil Hundrieser, Berlin (BH)                                                                                          |
|                                               | Magdeburg Gaststätte Hofjäger                                                                                  | ST   | Bronzestandbild auf rechteckigem Granitsockel, bei Gaststättenübergabe nach Wernigerode-Nöschenrode verkauft und auf die Anhöhe Hardburgberg umgesetzt | 1877 bis 1888                            | 1890 umgesetzt | Heinrich Manger, Berlin (BH)                                                                                          |
|                                               | Mainz Mathildenstraße 11–17, Kupferberghaus                                                                    | RP   | Bronzegedenktafel im Durchgang, im Zweiten Weltkrieg durch eine Eisengusstafel ersetzt | 1900                                     | erhalten | W. Maus (BH) |
|                                               | Malente Anhöhe Holzberg, Bismarck-Höhe                                                                         | SH   | Bismarck-Aussichtsturm aus Holz auf Betonfundament, Höhe 28 m | 1908                                     | 1918 wegen Baufälligkeit abgerissen | |
|                                               | Malente im Garten des Kunstmalers Hinrich Wrage                                                                | SH   | Bismarck-Eiche mit einem kleinen Findlingsstein mit Inschrift | 1895                                     | verschollen | |
|                                               | Mannheim Kaiserring                                                                                            | BW   | Bronzestandbild auf einer erhöhten Fundamentplatte mit quadratischem Sockel aus Oderwälder hellem Granit mit Inschrift, vorgelagert eine Nebenfigur einen Germanen darstellend                                                                                      | 1900                                     | Sockel 1944 durch Kriegseinwirkung beschädigt, Standbild eingelagert, Sockelruine 1952 beseitigt, Standbild 1980 auf neuem Sockel an der Tatersallstraße wiedererrichtet | Emil Hundrieser, Berlin (BH)                                                                                          |
|                                               | Marburg Anhöhe Lahnberg                                                                                        | HE   | Quadratischer Bismarck-Turm als Aussichtsturm aus Sandstein, mit Inschrift und Bismarck-Medaillon, Höhe 18 m | 1904                                     | erhalten | Wilhelm Kreis (A) (Typenentwurf „Götterdämmerung“)                                                                    |
|                                               | Markneukirchen Anhöhe Oberen Berg                                                                              | SN   | Quadratischer Bismarck-Turm als Aussichtsturm aus Granit, mit Inschrift und Reichsadlerrelief, Höhe 14 m | 1900                                     | erhalten, 1938 Dach und Verglasung | Wilhelm Kreis (A) (Typenentwurf „Götterdämmerung“)                                                                    |
|                                               | Markranstädt Bismarck-Hain, Albert-Park                                                                        | SN   | Gedenkstein, aufrechter Findling aus Granit mit Bismarck-Medaillon aus Bronze, in einer Brunnenanlage | 1907                                     | erhalten, Medaillon verschollen, 2017 saniert und Medaillon in Stein ergänzt | |
|                                               | Marxzell westlich der Anhöhe Schielberg                                                                        | BW   | Gedenkstein, liegender Findling mit gusseiserner Inschrifttafel | 1898                                     | erhalten | |
|                                               | Meerane Bismarckplatz, später Thälmannplatz bzw. Teichplatz                                                    | SN   | Bronzestandbild auf quadratischem Sockel aus Granit mit Inschrift und Ziergitter | 1897                                     | 1942 Metallspende, 1946 verbliebener Sockel für Thälmann-Denkmal verwendet | |
|                                               | Mehringen Goetheplatz                                                                                          | ST   | Gedenkstein, Findling mit einer Inschriftplakette | 1897                                     | erhalten, Plakette verschollen | |
|                                               | Meiningen Anhöhe Auf der Schanz                                                                                | TH   | Aussichtsturm aus Holz, Höhe 22 m | 1898                                     | 1914 wegen Baufälligkeit gesperrt und 1927 entfernt | |
|                                               | Meißen Anhöhe Fürstenberg im Spaargebirge                                                                      | SN   | Aussichtsturm aus Holz, Höhe 23 m | 1902                                     | 1937 wegen Baufälligkeit abgebrochen | |
|                                               | Meißen Anhöhe Jüdenberg, An der Schreberstraße                                                                 | SN   | Bismarck-Säule aus Eisenguss auf achteckigem Sandsteinsockel mit Inschrift, Säule gegliedert und nach oben leicht verjüngt, mit einem vergoldeten Stern mit sechs Zacken bekrönter Abschluss, Höhe 14 m                                                             | 1885                                     | Kriegsverlust, Sockel nach 1970 entfernt | |
|                                               | Memmingen Anhöhe Hühnerberg                                                                                    | BY   | Quadratischer Bismarck-Turm als Aussichtsturm mit einem Vorbau aus Granit, mit Inschrift und Sandsteinbismarck-Relief, Höhe 18 m | 1904                                     | erhalten | Adolf Daumiller, Memmingen (BH)                                                                                       |
|                                               | Mengeringhausen Anhöhe Matzenberg                                                                              | HE   | Bismarck-Warte als runder Aussichtsturm mit außenliegendem Treppenaufgang, mit Inschrift und Bismarck-Relief in Bronze, Höhe 10 m | 1882                                     | erhalten | |
|                                               | Mittelsaida an der Wehrkirche                                                                                  | SN   | Gedenkstein mit gepflanzter Eiche auf Sandsteinsockel mit Bronzemedaillon und Zierzaun | 1901                                     | 1945 von der Roten Armee geschändet, Inschrift und Medaillon entfernt, Stein durch Umsetzung auf Friedhofsgelände gerettet | Ludwig Richter, Mittelsaida (St) für neue Beschriftung des Steins                                                     |
|                                               | Mönchengladbach Königsplatz                                                                                    | NW   | Bronzestandbild auf quadratischem Granitsockel mit Bronzeverzierungen und Inschrift, 1919 von französischen Soldaten geschändet und umgeworfen, restauriert und 1921 wieder aufgestellt                                                                             | 1899                                     | 1943 Metallspende, Sockel abgebaut | Fritz Schaper, Berlin (BH)                                                                                            |
|                                               | Mönchengladbach-Rheydt Brücknerstraße, später Vierhausstraße                                                   | NW   | Bronzedenkmal, Obelisk auf quadratischem Granitsockel mit Bronzemedaillon, Bronzetafel und Inschrift | 1869                                     | erhalten, Bronzeteile verschollen | Fritz Schaper, Berlin (BH)                                                                                            |
|                                               | Mosbach Anhöhe Hamberg                                                                                         | BW   | Quadratischer Bismarck-Turm als Aussichtsturm, Kalk- und Sandstein, mit Inschrift und Bismarck-Relief aus Sandstein, Höhe 10 m | 1905                                     | erhalten | |
|                                               | Mühlberg Bergfried der Mühlburg                                                                                | TH   | Bismarck-Relief in Sandstein und Gedenktafel aus Bronze | 1900                                     | Relief befindet sich im Museum der Mühlburg | |
|                                               | Mühlhausen Am Stadtwald                                                                                        | TH   | Quadratischer Turm, bestehend aus drei Etagen mit Aussichtsplattform aus Ziegelmauerwerk, mit Bronzemedaillon und Informationstafel, Erdgeschoss verputzt, obere Etagen verschindelt, um 1910 Anbau eines Wohnhauses, Höhe 9 m                                      | 1908                                     | erhalten | |
|                                               | Mühlhausen Untermarkt                                                                                          | TH   | Runder Bismarck-Brunnen mit viereckiger Säule, bekrönt mit einem Bronzeadler, mit Inschrift und Bronzetafel | 1911                                     | 1948 sollte der Brunnen umgestaltet werden, fiel dabei jedoch auseinander und wurde entsorgt | Joseph Wackerle (BH)                                                                                                  |
|                                               | Mülheim an der Ruhr Anhöhe Kahlenberg                                                                          | NW   | Quadratischer Turm, bestehend aus drei Etagen mit Aussichtsplattform und Vorbau aus Sandstein und Basalt, im Erdgeschoss Gedächtnishalle mit Bismarck-Büste aus Muschelkalk, mit Bronzemedaillon und Reichsadler, Höhe 27,5 m                                       | 1909                                     | erhalten, heute Atelier des Künstlers Jochen Leyendecker | Arnold Künne (BH) |
|                                               | Mülheim an der Ruhr Ruhranlagen                                                                                | NW   | Bismarck-Büste aus Bronze auf einem quadratischen Granitsockel | 1900                                     | Kriegsverlust | |
|                                               | Müncheberg Hauptstraße an der Marienkirche                                                                     | BB   | Bronzebüste auf quadratischem Granitsockel mit Inschrift und Ziergirlande aus Bronze | 1903                                     | 1942 Metallspende, Sockel entfernt | Gerhard Janensch, Berlin (BH)                                                                                         |
|                                               | München Zweibrückenstraße                                                                                      | BY   | Standbild aus Porphyr, Bismarck als Roland, wegen Brückenbau 1934 umgesetzt in den Museumsgarten an der Boschbrücke, 1937 zerlegt und an der Ehrhardtstraße neu aufgestellt                                                                                         | 1931                                     | erhalten | Paul Reusch (St), Fritz Behn, München (BH)                                                                            |
|                                               | München-Pasing Wensauer Platz                                                                                  | BY   | Kleines Reiterstandbild aus Bronze auf einem runden Sockel mit mächtigem Unterbau in einem Brunnen | 1914                                     | erhalten | Josef Floßmann, München-Pasing (BH)                                                                                   |
| N                                             | |      | |                                          | | |
|                                               | Naumburg an der Saale Anhöhe Burgscheidel, Knabenberg                                                          | ST   | Quadratischer Turm, als Aussichtsturm aus Kalkstein, mit Inschrift und Bismarck-Relief aus Bronze, im 2. Obergeschoss eine Bismarck-Gedächtnishalle; 1903 Anbau einer Gaststätte; Höhe 14 m                                                                         | 1902                                     | 1945 Umbenennung in Burgscheidelturm; Bismarckrelief verschollen, 1992 saniert | |
|                                               | Netzschkau Bismarckplatz                                                                                       | SN   | Bronzebüste auf hohem quadratischen Sockel mit Inschrift | 1896                                     | 1917 Metallspende, nicht erhalten | Adolf Donndorf, Berlin (BH)                                                                                           |
|                                               | Netzschkau Anhöhe Kuhberg, Kuhbergturm                                                                         | SN   | Runder Bismarck-Turm als Aussichtsturm aus Granit auf quadratischem Unterbau mit Ehrenhalle, mit Inschrift und Bismarck-Relief, Höhe 21 m | 1900                                     | erhalten | |
|                                               | Neubrandenburg Wallstraße                                                                                      | MV   | Pyramidenförmiger Gedenkstein mit Bronzeadler, Gedenktafel und Bismarck-Relief sowie gepflanzter Bismarck-Eiche | 1895                                     | nach 1945 samt Eiche entfernt | |
|                                               | Neudietendorf Kirchplatz                                                                                       | TH   | Gedenkstein mit Gedenktafel und Bismarck-Relief sowie gepflanzter Bismarck-Eiche | 1906                                     | erhalten, jedoch mit Zinsendorf-Medaillon | Adolf Kramer, Dresden (BH)                                                                                            |
|                                               | Neugersdorf Anhöhe Hutungsberg                                                                                 | SN   | Quadratischer Bismarck-Turm als Aussichtsturm mit rundem Aufbau, Sandstein, mit Inschrift und Bismarck-Relief aus Bronze, Höhe 19,5 m | 1904                                     | erhalten, 1919 in Grenzturm und nach 1945 in Turm der Jugend umbenannt; sei 1993 wieder Bismarckturm | |
|                                               | Neustadt an der Orla Anhöhe Kesselberg                                                                         | TH   | Quadratischer Bismarck-Turm als Aussichtsturm aus Sandstein, im Erdgeschoss eine Gedächtnishalle, mit Inschrift und Bismarck-Relief aus Bronze, Höhe 32,5 m | 1915                                     | erhalten | |
| weitere Bilder                                | Neustadt an der Weinstraße Am Kriegergarten (Lage)                                                             | RP   | einschwingende Ruhebank, Brunnen, bezeichnet 1912/13, Bronzemedaillon mit Reliefbildnis Bismarcks, bezeichnet 1900 | 1900                                     | erhalten | |
|                                               | Neustadt an der Weinstraße Hetzelanlage, Amalienstraße                                                         | RP   | Bronzestandbild auf quadratischem Sockel, Ecken mit Säulen aus Granit | 1904                                     | 1943 Metallspende | Oskar Bodin, Berlin (BH)                                                                                              |
|                                               | Neustadt-Haardt Burgruine Winzingen                                                                            | RP   | Bronzestandbild auf Mauer einer Treppenanlage | um 1899                                  | Kriegsverlust | |
|                                               | Neustadt-Haardt Stadtwald                                                                                      | RP   | Gedenkstein mit Bismarck-Relief, umgeben von weiteren kleineren Steinen | um 1899                                  | erhalten | |
|                                               | Neustadt-Königsbach Anhöhe Hartenberg                                                                          | RP   | Gedenkstein mit Inschrift | 1894                                     | erhalten | |
|                                               | Neuwied-Heddesdorf Anhöhe Heddesdorfer Berg                                                                    | RP   | Ovaler Bismarck-Turm als Aussichtsturm aus Granit, mittig auf der Aussichtsplattform eine 4 m hohe quadratische Gedenksäule mit Bronzemedaillon, Höhe 9 m | 1911                                     | 1974 beseitigt | |
|                                               | Neuwied-Niederbieber Aubachstraße                                                                              | RP   | Gedenkstein mit Bronzerelief und gepflanzter Eiche | 1903                                     | 1950 entfernt, Bronzerelief verschollen, neues Relief und Informationstafel wieder an alter Stelle | |
|                                               | Neuzelle Anhöhe Fasanenwald                                                                                    | BB   | 80 Bismarck-Eichen gepflanzt | 1895                                     | erhalten | |
|                                               | Nidda Anhöhe Bauberg                                                                                           | HE   | Bismarck-Obelisk aus Lavatuffgestein mit Inschrift als Aussichtsturm, Höhe 10 m | 1910                                     | erhalten | |
|                                               | Norden Marktplatz                                                                                              | NI   | Bronzestandbild auf quadratischem Sockel aus aufgemauerten Felsgestein | 1901                                     | erhalten | Arnold Künne, Berlin (BH)                                                                                             |
|                                               | Nordhausen Bismarckplatz                                                                                       | TH   | Bronzestandbild auf quadratischem Sockel aus rotem schwedischen Granit mit Bronzegirlanden am Sockelfuss in treppenförmigem Aufgang | 1900                                     | Kriegsverlust | Fritz Schneider, Berlin (BH)                                                                                          |
|                                               | Nossen gegenüber dem Postgebäude                                                                               | SN   | Bronzestandbild auf quadratischem Sockel aus Meißner Granit | 1905                                     | 1943 Metallspende | Victor Seifert, Berlin (BH)                                                                                           |
|                                               | Nürnberg Prinzregentenufer                                                                                     | BY   | Reiterstandbild aus Bronze auf 10 m hohem rechteckigem Sockel aus Muschelkalk mit Nebenfiguren, Inschrift und Reichsadlerrelief | 1915                                     | erhalten | Theodor Fischer, München (A); Josef Floßmann, München (BH)                                                            |
| O                                             | |      | |                                          | | |
|                                               | Oberlichtenau Anhöhe Keulenberg                                                                                | SN   | Quadratischer Gedenkstein an Turmaufgang aus Meißner Granit, mit Inschrift und Bronzemedaillon | 1899                                     | Denkmal nach 1945 entfernt, Bronzemedaillon verschollen, bis 1990 Sperrzone der Staatssicherheit der DDR, 1992 Restaurierung und neues Medaillon | Böhme, Oberlichtenau (BH); 1992: Andreas Mahn, Dresden (BH)                                                           |
|                                               | Odernheim am Glan Kriegerhain am Bahnhof                                                                       | RP   | Gedenkstein auf Felsbrockensockel mit Reliefplatte und gepflanzter Bismarck-Eiche | 1903                                     | erhalten | |
|                                               | Oelsnitz im Vogtland Postplatz, Karl-Marx-Platz                                                                | SN   | Bronzestandbild auf abgestuftem quadratischem Sockel aus blauem Granit mit Inschrift | 1900                                     | 1943 Metallspende | Fritz Schneider, Berlin (BH)                                                                                          |
|                                               | Oranienbaum Kurhaus, Rathaus                                                                                   | ST   | Gedenkstein, Findling mit Bronzemedaillon | 1899                                     | Stein erhalten, neue Tafel nach 1945 gewidmet der Befreiung und der Waffenbruderschaft mit der Sowjetunion | |
|                                               | Oranienburg Heidelberger Platz                                                                                 | BB   | aufrecht stehender Gedenkstein umgeben von weiteren Findlingen in einer Brunnenanlage, Stein mit eingelassener rechteckiger großer Bronzeplakette, mit quer liegendem Abschlussstein und stilisiertem Adlerbildnis                                                  | 1903                                     | 1942 Metallspende, Brunnenanlage zerstört | |
|                                               | Oschatz Leipziger Platz                                                                                        | SN   | Gedenkstein aus Granit mit eisernem Medaillon, Einfriedung und Ziergitter, mit gepflanzten Bismarck-Eichen | 1895                                     | nach 1945 beseitigt | |
|                                               | Oschersleben Breite Straße                                                                                     | ST   | Gedenkstein aus Granit mit Bronzemedaillon | 1903                                     | 1945 Bronzeteile verschollen, 1949 in Puschkinstein umbenannt | |
|                                               | Osterwieck Anhöhe Kirchberg                                                                                    | ST   | Bismarck-Turm auf quadratischer Grundfläche, aus Kalkstein und Granit, mit Bronzemedaillon, Höhe 19 m | 1905                                     | nach 1945 in Friedensturm umbenannt, seit 2003 mit Wetterschutzhaube | |
| P                                             | |      | |                                          | | |
|                                               | Pegau Bismarckstraße 17 (Bismarck-Haus)                                                                        | SN   | Standbild aus Kunststein an der Gebäudeecke | 1904                                     | zu DDR-Zeiten entfernt, jetzt mit gemaltem Bismarck-Brustbild | |
|                                               | Peitz Grünanlage an der Malxe                                                                                  | BB   | Gedenkstein mit Inschrift und gepflanzter Bismarck-Eiche | 1907                                     | erhalten, Inschrift unleserlich | |
|                                               | Perleberg Stadtpark                                                                                            | BB   | Hoher Findling als Gedenkstein mit Bronzemedaillon | 1896                                     | erhalten, Medaillon verschollen | |
|                                               | Petershagen-Lahde Dorfstraße                                                                                   | NW   | Gedenkstein aus gemauerten Findlingen mit Bronzemedaillon und Inschrift auf quadratischem Sockel | um 1927                                  | 1965 entfernt | |
|                                               | Pforzheim Bahnhofsplatz                                                                                        | BW   | Bronzestandbild auf quadratischem Sockel aus Marmor mit Inschrift in einem mit Blumen bepflanzten Rondell | 1900                                     | 1937 neuer Standort im Stadtgarten, erhalten mit neuen Sockel | Emil Dittler, München (BH)                                                                                            |
|                                               | Pinneberg Stadtwald                                                                                            | SH   | Gedenkstein mit Bronzemedaillon | 1902                                     | erhalten, mit neuem Medaillon | |
|                                               | Pirmasens Exerzierplatz                                                                                        | RP   | Brunnen mit Reiterstandbild auf rechteckigem wuchtigem Sockel, mit Bismarck-Relief und weiteren Darstellungen am Sockel | 1912                                     | erhalten | Karl Huber, Offenbach (BH)                                                                                            |
|                                               | Pirna Jacobäer Straße                                                                                          | SN   | Marmorbüste auf rundem Sockel aus rotem Granit mit Inschrift | 1912                                     | Kriegsverlust | Theodor J. F. Kirchhoff, Dresden (BH)                                                                                 |
|                                               | Plauen im Vogtland Kemmler-Anhöhe                                                                              | SN   | Quadratischer Bismarck-Turm als Aussichtsturm aus Sandstein, Gedächtnishalle im Erdgeschoss, mit Inschrift und Bismarck-Relief aus Bronze, Höhe 18,25 m | 1902                                     | erhalten, 1946 umbenannt in Kemmler-Turm | Wilhelm Kreis (A) (Typenentwurf „Götterdämmerung“); Brot, Zwickau (BH)                                                |
|                                               | Plauen im Vogtland Albertplatz                                                                                 | SN   | Bronzestandbild auf abgestuftem quadratischem Granitsockel | 1896                                     | nach 1945 entfernt | Wilhelm Haverkamp, Berlin (BH)                                                                                        |
|                                               | Plön Bauerngut Waldshagen in Bosau                                                                             | SH   | Runder Bismarck-Turm als Aussichtsturm aus Sandstein, mit Inschrift, Höhe 26 m | 1913                                     | erhalten, Privatgelände | |
|                                               | Porta Westfalica-Hausberge Anhöhe Jakobsberg                                                                   | NW   | Runder Bismarck-Turm als Aussichtsturm aus Sandstein, mit Inschrift und Bismarck-Relief aus Bronze, Höhe 22,5 m | 1902                                     | 1952 Abriss für den Bau eines Funkturms (mit Gedächtnisraum) | Heinrich Wefing, Berlin (BH)                                                                                          |
|                                               | Potsdam Bertha-von-Suttner-Platz                                                                               | BB   | Granitbüste auf quadratischem Sockel aus Meißner Granit mit Inschrift, mit zwei gepflanzten Eichen | 1909                                     | nach 1945 entfernt, Bäume erhalten | |
|                                               | Potsdam-Babelsberg Babelsberger Schloss, Schlossgarten                                                         | BB   | Bronzebüste auf schmalem quadratischem Sockel in einer Anlage mit weiteren Büsten berühmter Deutscher („Feldherrenbank“) | 1882                                     | ohne verschollene Büste erhalten | Karl Keil, Wiesbaden (BH)                                                                                             |
|                                               | Prenzlau Marktplatz beim Rathaus                                                                               | BB   | Bronzestandbild als Begleitfigur zum Reiterstandbild Kaiser Wilhelms, auf quadratischem Sockel aus rotem schwedischem Granit | 1899                                     | Kriegsverlust | Johannes Schilling, Dresden (BH); Karl Friedrich August Witt (St)                                                     |
|                                               | Pritzwalk Anhöhe Trappenberg                                                                                   | BB   | Quadratischer Bismarck-Turm als Aussichtsturm aus Sandstein, im Erdgeschoss eine Gedächtnishalle, mit 22 Mosaik-Wappen und Bismarck-Büste aus Bronze, Höhe 18,5 m                                                                                                   | 1905                                     | erhalten, Büste verschollen | |
|                                               | Putbus Anhöhe Küchengarten                                                                                     | MV   | Gedenkstein aus Granit, mit Inschrift auf einem gemauerten Naturstein-Unterbau, umgeben mit kleineren Findlingssteinen | 1901                                     | erhalten, 1970 Inschrift abgemeißelt und 2001 wieder erneuert | |
|                                               | Putbus bei der Anhöhe Küchengarten, Villa Löwenstein                                                           | MV   | Gedenktafel aus Bronze an Gebäude | um 1895                                  | nach 1945 verschollen | |
| Q                                             | |      | |                                          | | |
|                                               | Quedlinburg Anhöhe Johannishain, Bleicheberg                                                                   | ST   | Runder Bismarck-Turm als Aussichtsturm aus Kalkstein, mit Inschrift und Bismarck-Relief aus Bronze, Höhe 20 m | 1896                                     | erhalten, Bismarckhinweise entfernt, zu DDR-Zeiten umbenannt in „Johannisturm“ | |
|                                               | Quern Anhöhe Scheersberg                                                                                       | SH   | Quadratischer Bismarck-Turm als Aussichtsturm aus Klinkermauerwerk, Granit und Findlingen, Gedächtnishalle im Erdgeschoss, mit Inschrift und Bronzemedaillon, Höhe 27 m                                                                                             | 1903                                     | erhalten | |
| R                                             | |      | |                                          | | |
|                                               | Rabenau Fichtenwald am Friedensweg                                                                             | SN   | Gedenkstein aus Basalt mit Inschrift und zwei gepflanzten Eichen | 1885                                     | verschollen | |
|                                               | Radeberg Dresdner Straße                                                                                       | SN   | Quadratisches Monument aus gemauerten Natursteinen mit Relief aus Bronze und einem Adler als Bekrönung | 1911                                     | Kriegsverlust | |
|                                               | Radebeul Anhöhe Lößnitzberg neben dem Spitzhaus                                                                | SN   | Quadratische Bismarck-Säule als Ehrenmal aus Bruchstein-Mauerwerk auf rundem Unterbau, mit Inschrift, Sandsteinplatte mit Bismarckrelief und Bismarck-Wappen, Höhe 18 m                                                                                             | 1907                                     | erhalten, alle Bismarckhinweise entfernt, an 1946 in „Turm der Jugend“ umbenannt | Wilhelm Kreis (A) (Typenentwurf „Götterdämmerung“)                                                                    |
|                                               | Radebeul Waldpark                                                                                              | SN   | Gedenkstein, Findling mit Inschrift und Bronzemedaillon | 1905                                     | nicht erhalten | |
|                                               | Radefeld Privatgelände, ehemals Gustav Herrmann Tautz                                                          | SN   | Wohnhaus mit angebautem Bismarck-Turm als Aussichtsturm aus Ziegelmauerwerk, Höhe 16,5 m | 1902                                     | ruinös vorhanden, nicht zugänglich | |
|                                               | Rathenow Anhöhe Kiekeberg im Weinberg                                                                          | BB   | offene Säulenhalle mit zwei Treppentürmen und vier Stützpfeilern aus Backstein-Mauerwerk, mittig in der Halle ein Bronzestandbild, mit Mosaik-Schmuckelementen und Nebenfiguren, Höhe 32 m                                                                          | 1914                                     | Turm erhalten, Standbild als Metallspende verloren (soll ersetzt werden), 2003 erneut eingeweiht | Lilli Wislicenus-Finzelberg, Berlin (BH)                                                                              |
|                                               | Reichenbach im Vogtland Solbrigplatz                                                                           | SN   | Bronzestandbild auf quadratischem abgestuftem Sockel aus Granit mit Inschrift | 1897                                     | 1943 Metallspende, Sockel nach 1945 entfernt | Kurt Döhler, Dresden (BH)                                                                                             |
|                                               | Reichenbach im Vogtland Schöne Aussicht, Parkanlage                                                            | SN   | Gedenkstein mit Bronzemedaillon, in einer angelegten Grotte – auch Grottenstein genannt | 1895                                     | Kriegsverlust | Hermann Groß, Reichenbach (BH)                                                                                        |
|                                               | Remda Anhöhe Keule                                                                                             | TH   | Quadratische Bismarck-Säule als Feuersäule aus Sandstein, mit Inschrift und Eisengussplatte mit Bismarck-Ausspruch: Wir Deutschen fürchten Gott und sonst nichts auf der Welt, Höhe 5 m                                                                             | 1901                                     | erhalten, verschollene Gusstafel erneuert | |
|                                               | Remscheid Anhöhe Hohlscheidsberg                                                                               | NW   | Quadratische Bismarck-Säule als Aussichtsturm aus Sandstein, mit Vorbau und Gedächtnishalle im Eingang, mit Bronzerelief und Medaillon, Wappen, Höhe 30 m | 1901                                     | erhalten, kriegsbeschädigt, seit 1966 mit Sternwarte | Friedrich Pützer und Hermann Jansen, Aachen (A); Johann Müller, Aachen (BH)                                           |
|                                               | Rengsdorf Kaisereichenplatz                                                                                    | RP   | Quadratische Bismarck-Säule als Aussichtsturm aus Trachytstein, mit Bronzerelief und Medaillon, Wappen, Höhe 13,5 m | 1902–1903                                | erhalten, Bronzeteile 1945 verschollen und 1963 ersetzt | Hans Bloemers, Bonn (A)                                                                                               |
|                                               | Rhinow Parkanlage Birkenwäldchen                                                                               | BB   | Bismarck-Denkmal in Form eines abgestuften und gegliederten Obelisken mit Bronzemedaillon, Höhe 7,5 m | um 1895                                  | erhalten, im Zweiten Weltkrieg vergraben und 2002 wiedereingeweiht | |
|                                               | Riechheim Anhöhe Riechheimer Berg                                                                              | TH   | Gedenkstein umgeben von Muschelsteinfindlingen mit Bronzemedaillon | 1907                                     | erhalten, Medaillon vom Gastwirt Hermann Limprecht gerettet, 1995 wiedereingeweiht | |
|                                               | Rinteln Rosengarten                                                                                            | NI   | Bronzebüste auf quadratischem Sockel aus Sandstein, mit Inschrift | 1900                                     | Büste Kriegsverlust, 1991 erneuert | Joseph Echteler, München (BH); 1991: Reinhold Begas (†), Berlin (BH)                                                  |
|                                               | Rödinghausen Anhöhe Nonnenstein                                                                                | NW   | Quadratische Bismarck-Säule als Feuersäule aus Sandstein, gewölbter Abschluss mit Rauchabzug, Höhe 6 m | 1911                                     | erhalten | |
|                                               | Roitzsch Poststraße                                                                                            | ST   | großes Porphyrfelsstück mit Bronzemedaillon und Inschrifttafel | 1910                                     | erhalten, Medaillon nach 1945 von Bildhauer Schmeil gerettet, 1994 wiedereingeweiht | Schmeil (BH) |
|                                               | Ronneburg Anhöhe Reuster Berg                                                                                  | TH   | Quadratische Bismarck-Säule als Aussichtsturm aus Muschelkalkstein, mit Bronzerelief und Medaillon, Wappen, Höhe 21 m | 1901                                     | erhalten, von 1945 bis 1990 Sperrgebiet, 1992 erneut eingeweiht | Wilhelm Kreis (A) (Typenentwurf „Götterdämmerung“)                                                                    |
|                                               | Rosengarten-Ehestorf bei (Hamburg-) Harburg Anhöhe Kiekeberg                                                   | NI   | Runde Bismarck-Säule als Aussichtsturm aus Klinker- und Sandstein-Mauerwerk, mit Gedächtnishalle im Erdgeschoss, mit Bronzerelief und Medaillon, Wappen, Höhe 20 m                                                                                                  | 1912                                     | 1945 gesprengt | Wilhelm Kreis, Düsseldorf (A)                                                                                         |
|                                               | Rosengarten-Ehestorf bei (Hamburg-) Harburg Anhöhe Kiekeberg, am Waldrand                                      | NI   | Gedenkstein, Findling, mit Inschrift und gepflanzten Bismarck-Eichen | 1898                                     | erhalten | |
|                                               | Roßwein Anhöhe Hartenberg                                                                                      | SN   | großer Findling mit Bronzemedaillon | 1909                                     | seit 1945 Goethe-Gedenkstein | |
|                                               | Rostock Anhöhe Barnstorfer Wäldchen                                                                            | MV   | Quadratische Bismarck-Säule als Feuersäule aus Granit, mit Steinrelief und Medaillon, Wappen, Höhe 8 m | 1901                                     | 1935 Umsetzung zum Sedanplatz und 1950 entfernt | Wilhelm Kreis (A) (Typenentwurf „Götterdämmerung“)                                                                    |
|                                               | Rostock-Warnemünde Strandpromenade                                                                             | MV   | Gedenkstein, Findling mit Inschrift | 1907                                     | nicht erhalten, Inschrift nach 1945 entfernt, Findling später im Fundament des Hotels Neptun verbaut | |
|                                               | Rothenburg ob der Tauber Anhöhe Leuzenburger Höhe                                                              | BY   | Gedenkstein aus Muschelkalkstein, mit Bismarck-Relief | um 1925                                  | erhalten | Adolf Hosse und H. Wildmann-Beikiefer (BH)                                                                            |
|                                               | Rübeland Eisenbahntunnel                                                                                       | ST   | Bismarck-Eisenbahntunnel auf der Bahnstrecke Rübeland – Königshütte (Elbingerode), mit über den Portalen befindlicher Steinbüste und Ehrentafel | 1885                                     | 1931 Strecke stillgelegt, Tunnelportale zugemauert und ohne Bismarck-Hinweise erhalten | |
|                                               | Rudolstadt Anhöhe Zeigenheimer Berg                                                                            | TH   | Runde Bismarck-Säule als Aussichtsturm aus Kalkstein und Granit mit einem viereckigen Vorbau (4 m hoch), mit Steinrelief und Medaillon, Wappen, Höhe 9,5 m | 1899                                     | erhalten, 1950 in „Geschwister-Scholl-Turm“ umbenannt, baufällig | |
|                                               | Ruhland Kirchplatz                                                                                             | BB   | Gedenkstein, quadratische Sandsteinsäule mit Inschrift und bekrönendem Bronzeadler, Bronzerelief | 1895                                     | Kriegsverlust | |
| S                                             | |      | |                                          | | |
|                                               | Saalburg Westseite des Ortes                                                                                   | TH   | Gedenkstein, bei Flutung der Bleilochtalsperre unter Wasser gesetzt, neuer Gedenkstein an der Saalebrücke mit Ehrentafel | um 1895, zweiter Stein 1928              | zweiter Stein ohne Bismarck-Hinweise erhalten | |
|                                               | Saarbrücken Schlossplatz                                                                                       | SL   | Bronzestandbild auf quadratischem Sockel aus rotem schwedischem Granit, mit Inschrift | 1899                                     | Kriegsverlust | Adolf von Donndorf, Stuttgart (BH)                                                                                    |
|                                               | Saarbrücken-Ensheim Verschönerungsverein Ensheim                                                               | SL   | Bismarckbrunnen, gefasste Brunnenanlage |                                          | | |
|                                               | Salzgitter-Bad Anhöhe Hamberg                                                                                  | NI   | Quadratischer Bismarck-Turm als Aussichtsturm, Unterbau aus Naturstein, darüber Stahlturm mit drei Zwischen-Plattformen und Aussichtsplattform, mit Bronzerelief über dem Eingang, Höhe 17 m                                                                        | 1900                                     | erhalten, 2002 neu eingeweiht | |
|                                               | Salzwedel Anhöhe Schwarzer Berg                                                                                | ST   | Quadratische Bismarck-Säule als Aussichtsturm mit sechseckigem angesetzten Turmaufbau aus Backstein, mit Widmungstafel und Steinmedaillon, Höhe 25 m | 1900                                     | erhalten, saniert | |
|                                               | Sankt Michaelisdonn                                                                                            | SH   | | 1915                                     | erhalten | |
|                                               | Sangerhausen Anhöhe Schlößchenkopf, Wald am Hohen Berg                                                         | ST   | Gedenkstein mit Bronzemedaillon und Pflanzung von 10 Bismarck-Eichen aus dem Sachsenwald | 1907                                     | erhalten | |
|                                               | Sankt Ingbert Grumbachtal                                                                                      | SL   | Bismarck-Quelle, bauliche Einfassung, vom Pfälzer-Wald-Verein finanziert |                                          | | |
|                                               | Sargenroth bei Simmern Anhöhe nördlich der Nunkirche                                                           | RP   | Quadratische Bismarck-Säule als Aussichtsturm aus Grauwacke, Höhe 17,5 m | 1902                                     | erhalten | Wilhelm Kreis (A) (Typenentwurf „Götterdämmerung“)                                                                    |
|                                               | Schierke Felsklippe des Kleinen Brocken                                                                        | ST   | Felsformation mit einem Bronzemedaillon | 1902                                     | erhalten, Medaillon seit den 1950er Jahren verschollen | |
|                                               | Schlangen Ortsmitte                                                                                            | NW   | Gedenkstein mit Bronzemedaillon zwischen Bismarck-Eichen | 1900                                     | erhalten, 1964 bis 1997 in den Ehrenhain umgesetzt | |
|                                               | Schlema Poppenwald                                                                                             | SN   | Gedenkstein mit Bronzemedaillon und mehreren gepflanzten Eichen als Abgrenzung zum Wald | 1904                                     | erhalten, Medaillon nach 1945 verschollen | |
|                                               | Schleswig Rathausplatz                                                                                         | SH   | Bronzestandbild auf quadratischem angestuften Sockel aus Granit in einer Brunnenanlage und mit Inschrift | 1901                                     | Standbild 1942 Metallspende, Sockel 1947 abgebaut | Max Meißner, Berlin (BH)                                                                                              |
|                                               | Schlieben an der Martinskirche                                                                                 | BB   | Findling mit Bronzemedaillon, auf aufgesetzten Findlingen ruhend | 1902                                     | erhalten, Medaillon 1945 verschollen, 1956 mit Aluminiumgussmedaillon für die Opfer des Zweiten Weltkriegs neu eingeweiht | |
|                                               | Schnarsleben Anhöhe Großer Wartberg                                                                            | ST   | Quadratischer Bismarck-Turm als Aussichtsturm aus Granit und Sandstein, mit Wappen und Steinmedaillon, Höhe 12 m | 1910                                     | erhalten, Bismarckhinweise fehlen | Alexis Schumann, Friedeberg (A); Neumann, Friedeberg (BH)                                                             |
|                                               | Schnarsleben Anhöhe Großer Wartberg                                                                            | ST   | Gedenkstein vor dem Bismarck-Turm in einem Rondell, mit Bronzerelief | 1910                                     | erhalten, Bismarckhinweise fehlen | |
|                                               | Schneeberg Anhöhe Keilberg                                                                                     | SN   | Sechseckiger Bismarck-Turm als Aussichtsturm aus Klinker- und Sandstein-Mauerwerk, mit Relief und Medaillon, Höhe 21 m | 1893                                     | erhalten als „Keilbergturm“ | |
|                                               | Schoden am Geisberg                                                                                            | RP   | Rechteckiger Bismarck-Turm als Aussichtsturm aus Schiefer- und Sandstein-Mauerwerk, mit Bronzerelief und Medaillon, Höhe 5 m | 1903                                     | erhalten, Bismarckteile verschollen, neue Informationstafel mit Bismarck-Kopf 2000 angebracht | Karl Bidinger (Stifter des neuen Medaillons)                                                                          |
|                                               | Schollene Anhöhe Mühlenberg                                                                                    | ST   | Granitfindling mit Inschrift | 1908                                     | erhalten | |
|                                               | Schömberg bei Calw Ortsmitte                                                                                   | BW   | Gedenkstein mit Bronzemedaillon | 1915                                     | erhalten | |
|                                               | Schönebeck an der Elbe Anhöhe Bierer Berg                                                                      | ST   | Runder Bismarck-Turm als Aussichtsturm aus Granit- und Backstein-Mauerwerk, mit angebauter Gaststätte, Höhe 13,5 m | 1897                                     | erhalten | |
|                                               | Schönebeck an der Elbe Anhöhe Bierer Berg                                                                      | ST   | Gedenkstein aus Granit mit Inschrifttafel und Bronzemedaillon, umgeben mit weiteren Natursteinen, seit 1973 in einer Brunnenanlage | 1896                                     | erhalten, Bismarckhinweise fehlen, Brunnenumrandung fehlt | |
|                                               | Schönheide Festplatz, Bismarckhain auf dem Fuchsstein                                                          | SN   | in den Felsen eingearbeitetes rechteckiges Bronzerelief | 1915                                     | erhalten, Relief verschollen | |
|                                               | Schotten auf dem Taufstein                                                                                     | HE   | Quadratischer Bismarck-Turm als Aussichtsturm aus Basalt, beim Bau eingestürzt, mit Bronze-Informationstafel, Höhe 22 m | 1910                                     | erhalten | |
|                                               | Schramberg Anhöhe Paradiesberg, Stützmauer                                                                     | BW   | Bronzerelief mit Bismarck-Kopf in der Stützmauer | 1900 bis 1935                            | erhalten | Eisele, Geislingen (BH)                                                                                               |
|                                               | Schramberg Stadtpark, Parkhotel                                                                                | BW   | kleiner Gedenkstein mit Inschrifttafel und Bismarck-Linde | 1912                                     | erhalten | |
|                                               | Schwarza an der Saale Bremer Hof, Anger                                                                        | TH   | Bismarck-Obelisk aus Sandstein mit Bronzemedaillon und Metallziergitter | 1895                                     | Kriegsverlust | |
|                                               | Schwerin Altstädtischer Markt                                                                                  | MV   | Bronzestandbild auf quadratischem Sockel aus rotem Granit | 1901                                     | 1939 Umsetzung zum Bismarckplatz (Platz der Jugend), Figur 1950 entfernt und verschollen, Sockel 1954 abgetragen | Wilhelm Wandschneider (BH)                                                                                            |
|                                               | Sebnitz Marktplatz                                                                                             | SN   | Bronzestandbild auf quadratischem Sockel in einem Brunnenbecken aus rotem Fichtelgebirgs-Granit, Treppenanlage und Brunneneinfassung aus blauem Sebnitzer Granit | 1903                                     | 1945 durch kommunistische Parteischüler von Sockel gestürzt und eingeschmolzen, Sockel erhalten und mit einer Symbolblume aus Metall bestückt | Victor Seifert, Berlin (BH)                                                                                           |
|                                               | Seehausen im Bördeland Anhöhe westlich der Stadt                                                               | ST   | Wartturm aus Natursteinen, drei Etagen, Höhe 9 m | um 1880                                  | erhalten | |
|                                               | Sehmatal Sehmaer Waldflur                                                                                      | SN   | Gedenkstein aus Granit mit Bronzetafel und Bronzerelief | 1915                                     | erhalten, Bronzeteile 1943 Metallspende, 1957 Umsetzung in den neuen Park und in „Leninstein“ umbenannt | |
|                                               | Senftenberg Anhöhe Koschenberg                                                                                 | BB   | Quadratischer Bismarck-Turm als Aussichtsturm aus Holz, Höhe 8 m | 1885                                     | 1915 abgebaut | |
|                                               | Senftenberg Anhöhe Paradies                                                                                    | BB   | Runder Bismarck-Turm als Aussichts- und Wasserturm aus Ziegelmauerwerk und Beton mit sechs Pfeilerverstärkungen, mit Bronzemedaillon, Höhe 43 m | 1914                                     | am 20. Januar 1965 gesprengt, Standort für Tagebau Meuro abgebaggert | |
|                                               | Siegen Schlosshof vom Unteren Schloss                                                                          | NW   | Bronzestandbild auf Feldsteinsockel mit Inschrift | 1900                                     | Kriegsverlust | Friedrich Reusch, Königsberg (BH)                                                                                     |
|                                               | Singen Burg Hohentwiel                                                                                         | BW   | Bronzerelief in einer Sandsteinplatte am Zeughaustor | 1906                                     | erhalten | Theodor Bausch, Stuttgart (BH)                                                                                        |
|                                               | Sitzendorf Anhöhe Sommerberg                                                                                   | TH   | Quadratischer Bismarck-Turm als Aussichtsturm aus Backstein-Mauerwerk, 1932 Erhöhung des Turmaufbau um 12 m in Holzkonstruktion mit überdachter Aussichtsplattform, Höhe 22 m                                                                                       | 1895                                     | erhalten, zu DDR-Zeiten Schöne Aussicht genannt und seit 1995 wieder öffentlich zugänglich | |
|                                               | Sohland an der Spree Schluckenauer Straße                                                                      | SN   | Findling mit Inschrifttafel und Bronzemedaillon | 1901                                     | erhalten | |
|                                               | Sondershausen Anhöhe Spatenberg                                                                                | TH   | Quadratischer Bismarck-Turm als Aussichtsturm aus Kalkstein-Mauerwerk mit angesetztem sechseckigen Treppenturm, mit Bronzemedaillon und Bismarck-Zimmer im Untergeschoss, Höhe 22 m                                                                                 | 1985                                     | erhalten | |
|                                               | Spremberg Anhöhe Georgenberg                                                                                   | BB   | Runder Bismarck-Turm als Aussichtsturm aus Ziegelmauerwerk mit Verblendung aus Porphyr, mit Mauerkrone über der Aussichtsplattform, mit Inschrift und Steinwappen, Höhe 24 m                                                                                        | 1902–1903                                | erhalten | Johannes Römmler (A)                                                                                                  |
|                                               | Stade Anhöhe Schwarzer Berg                                                                                    | NI   | Quadratischer Bismarck-Turm als Aussichtsturm aus Backstein-Mauerwerk, mit Bronzemedaillon, Höhe 22 m | 1895                                     | um 1962 abgerissen | Bruno Kruse, Berlin (BH)                                                                                              |
|                                               | Steinfurt-Burgsteinfurt Bagno-Park am Schloss                                                                  | ST   | Metallbüste auf quadratischem Sockel, wohl aus Sandstein mit Inschrift und Bismarck-Wappen | 1895                                     | erhalten | Gustav Rutz, Düsseldorf (BH)                                                                                          |
|                                               | Strehla Haus Am Markt 8                                                                                        | SN   | über der Türöffnung ein Zierfeld aus Sandstein mit Steinmedaillon und Inschrift, eingerahmt mit Sandsteingewände und mit geschwungenen Sturzträger mit Kupferdeckeng bekrönt                                                                                        | 1898                                     | erhalten, saniert | |
|                                               | Stuttgart Anhöhe Gähkopf                                                                                       | BW   | Quadratische Bismarck-Säule als Aussichtsturm aus Sandstein, mit Bronzetafel und Reichsadler, Höhe 20 m | 1902                                     | erhalten, nach dem Ersten Weltkrieg zum Wasserturm umgenutzt | Wilhelm Kreis (A) (Typenentwurf „Götterdämmerung“)                                                                    |
|                                               | Stuttgart Charlottenplatz                                                                                      | BW   | Marmorbüste auf quadratischem abgestuftem Sockel aus dunklem Granit | 1889                                     | erhalten, mehrfach umgesetzt | Adolf von Donndorf, Stuttgart (BH)                                                                                    |
|                                               | Stuttgart Vogelsangstraße 33, Bismarck-Haus                                                                    | BW   | Bronzebüste in einer separaten Mauernische, aufwändig geschmückter Sockelaufbau, bekrönt mit einem muschelartigen verzierten Abschluss | 1893                                     | erhalten | Blankenhorn (BH) |
|                                               | Stuttgart Reinsburger Straße 38, Kaiserhaus                                                                    | BW   | Bismarckkopf in einem Medaillon an der Fassade in Höhe der dritten Etage | um 1895                                  | nicht erhalten | |
|                                               | Stuttgart-Hohenheim Botanischer Garten am Hohensteiner Schloss                                                 | BW   | Granitfindling mit Bronzemedaillon | 1900                                     | erhalten | Albert Mayer (BH) |
|                                               | Stuvenborn Dorfplatz                                                                                           | SH   | Granitgedenkstein mit Inschrifttafel aus Marmor | 1895                                     | erhalten | |
|                                               | Suhl Anhöhe Domberg                                                                                            | TH   | Quadratischer Bismarck-Turm als Aussichtsturm aus Porphyr und Kalkstein, mit Sandsteinwappen, Höhe 21 m | 1896                                     | erhalten, seit 1991 mit Gedenktafel für Herbert Roth | |
|                                               | Süsel Kirchplatz                                                                                               | SH   | Gedenkstein, neben Kaiser Wilhelm und Moltke, mit Inschrift unter Bismarck-Wappen | 1899                                     | erhalten | |
| T                                             | |      | |                                          | | |
|                                               | Tauberbischofsheim Anhöhe Tuberaner Berg                                                                       | BW   | Quadratische Bismarck-Säule als Feuersäule aus Granit mit Inschrift, Höhe 9 m | 1903                                     | erhalten, nach 1918 mit Ehrentafel aus Bronze für die Gefallenen des Ersten Weltkriegs versehen, Bronzetafel verschollen | |
|                                               | Taucha Stadtpark                                                                                               | SN   | Obelisk als Bismarck-Denkmal auf quadratischem Sockel, Sandstein und Granit mit Bronzemedaillon, Höhe 6 m | um 1900                                  | nicht erhalten | |
|                                               | Tecklenburg Anhöhe Windmühlenberg                                                                              | NW   | Runder Bismarck-Turm als Aussichtsturm aus Granit mit acht angesetzten Pfeilern, die einen gewölbten Turmabschluss tragen, mit Bronzemedaillon, Höhe 18 m | 1909                                     | | |
|                                               | Tecklenburg Gymnasium                                                                                          | NW   | Bronzebüste auf quadratischem Granitsockel |                                          | | |
|                                               | Templin Bürgergarten                                                                                           | BB   | Findling mit Bronzemedaillon in gärtnerisch gestalteter Anlage | um 1900                                  | nicht erhalten | |
|                                               | Teterow Friedrich-List-Platz                                                                                   | MV   | Findling mit Bronzemedaillon, seit 1948 als VVN-Gedenkstein gewidmet, nach 1990 um neues Bismarck-Relief ergänzt | 1902                                     | erhalten, jetzt wieder Bismarck-Gedenkstein | |
|                                               | Thale Am Hexentanzplatz                                                                                        | ST   | in Felsen eingearbeitetes Medaillon aus Bronze, mit Inschrift | 1895/1896                                | erhalten, Medaillon verschollen | |
|                                               | Tharandt Bismarck-Platz                                                                                        | SN   | Bismarck-Eiche mit Gedenktafel aus Porzellan, ersetzt durch einen Gedenkstein aus Granit mit Inschrift | 1903                                     | erhalten | |
|                                               | Thermalbad Wiesenbad Anhöhe May`s Ruh                                                                          | SN   | Quadratischer Bismarck-Turm als Aussichtsturm aus Bruchstein, mit Bronzemedaillon und Bismarck-Wappen, Höhe 15 m | 1899                                     | erhalten, bis 1999 wegen Einsturzgefahr gesperrt, Neueröffnung am 9. Juni 2000 als „May`s Turm“ | Emil Schiefer (A) |
|                                               | Trebbin Bahnhofstraße                                                                                          | BB   | Gedenkstein aus schlesischem Sandstein auf rechteckigem Sockel mit Bismarck-Relief und Wappen aus Granit | 1898                                     | 1946 demontiert, jetzt VVN-Denkmal | |
|                                               | Treuen Bismarck-Platz                                                                                          | SN   | Bronzestandbild auf quadratischem Sockel aus blauem Granit mit Inschrift | 1900                                     | 1944 entfernt und verschollen | Josef Drischler, Berlin (BH)                                                                                          |
|                                               | Treuenbrietzen-Lüdendorf Waldrevier Jagen 170                                                                  | BB   | Granitfindling als „Bismarck-Stein“ | 1899                                     | erhalten | |
|                                               | Triberg Am Wasserfall                                                                                          | BW   | Gedenkstein aus Granit mit Inschrift und Verzierungen | 1898                                     | erhalten | |
|                                               | Triebes Parkanlage Ostheim                                                                                     | TH   | Gedenkstein mit Treppenaufgang und seitlich aufgereihten Findlingen, mit eingemeißeltem Medaillon und gepflanzten Bismarck-Eichen | 1908                                     | nach 1945 einplaniert, Stein von Anwohner versteckt und 1995 wiedereingeweiht | |
|                                               | Tübingen Anhöhe Schlossberg                                                                                    | BW   | Quadratische Bismarck-Säule als Aussichtsturm aus Tuffstein mit Reichsadler, Höhe 16 m | 1907                                     | erhalten | Wilhelm Kreis (A) (Typenentwurf „Götterdämmerung“)                                                                    |
|                                               | Tübingen Anhöhe Osterberg                                                                                      | BW   | Gedenkstein aus Granit mit Bronzemedaillon | 1894                                     | nicht erhalten | |
|                                               | Tübingen Universitätsbibliothek                                                                                | BW   | als Teil des Fassadenschmucks (Bildnisse berühmter Deutscher) Kopfrelief von Bismarck aus Muschelkalkstein | 1912                                     | erhalten | |
| U                                             | |      | |                                          | | |
|                                               | Ulm Gewerbemuseum, jetzt Gänsetorbrücke                                                                        | BW   | Bronzebüste auf rechteckigem Sockel in einer Brunnenanlage aus Sandstein | 1908                                     | 1944 zerstört | Max Unger, Berlin (BH)                                                                                                |
|                                               | Strickherdicke bei Unna Anhöhe Wilhelmshöhe                                                                    | NW   | Quadratischer Bismarck-Turm als Aussichtsturm aus Sandstein mit Bismarck-Wappen aus Sandstein und Bronzemedaillon, Höhe 19 m | 1900                                     | erhalten | Bruno Schmitz, Berlin (A); G. Heufer, Westhofen (BH)                                                                  |
|                                               | Unna Bismarck-Stein                                                                                            | NW   | Gedenkstein auf mehreren Felssteinen mit Bronzemedaillon | um 1900                                  | erhalten, Medaillon verschollen | |
| V                                             | |      | |                                          | | |
|                                               | Vacha Anhöhe Oechsenberg                                                                                       | TH   | Quadratischer Bismarck-Turm als Aussichtsturm aus Basalt, mit Bismarck-Wappen und Medaillon in Bronze, Höhe 12 m | 1902                                     | am 11. November 1978 wegen Grenznähe gesprengt | Walter Heerwagen, Eisenach (A)                                                                                        |
|                                               | Velbert-Langenberg Anhöhe Hordtberg                                                                            | NW   | Quadratischer Bismarck-Turm als Aussichtsturm aus Porphyrschiefer mit Turminschrift und Bronzemedaillon sowie Bismarck-Wappen, Höhe 28,4 m | 1906                                     | erhalten | Arno Eugen Fritsche, Elberfeld (A)                                                                                    |
|                                               | Versmold Stadtpark                                                                                             | NW   | Gedenkstein aus pyramidenförmig aufgehäuften Findlingen mit Medaillon und Adlerfigur in Bronze | 1907                                     | 1955 in veränderter Form umgesetzt in den südlichen Teil des Parks, Bronze-Adler verloren | |
|                                               | Viersen Anhöhe Hoher Busch, Wilhelmshöhe                                                                       | NW   | Quadratischer Bismarck-Turm als Aussichtsturm aus Grauwacke mit Turminschrift und Bronzemedaillon sowie Bismarck-Wappen, Höhe 18 m | 1901                                     | erhalten, Wiedereröffnung 2003 | Wilhelm Kreis (A) (Typenentwurf „Götterdämmerung“); Arnold Künne, Berlin (BH); Joseph Kleesattel, Düsseldorf (BH)     |
|                                               | Vlotho Anhöhe Amtshausberg                                                                                     | NW   | Quadratischer Bismarck-Turm als Aussichtsturm aus Bruchstein- und Ziegelmauerwerk mit Turminschrift und Sandsteinplatte mit Bronzekopf sowie Bismarck-Wappen, Höhe 18 m                                                                                             | 1903                                     | 1939 abgerissen | Wilhelm Krieger, Vlotho (A); Arnold Künne, Berlin (BH)                                                                |
| W                                             | |      | |                                          | | |
|                                               | Waldheim Härtelstraße / Bahnhofstraße                                                                          | SN   | Gedenkstein umgeben von kleineren Findlingen, mit Bronzemedaillon, mit Jahreszahl und Eisernem Kreuz | 1895                                     | erhalten ohne Bronzeteile | |
|                                               | Waldheim Anhöhe Goldene Höhe                                                                                   | SN   | Bismarck-Eiche mit Metallzierzaun | um 1895                                  | | |
|                                               | Walsrode Anhöhe Hohes Feld                                                                                     | NI   | Bismarck-Stein als gemauerter Gedenkstein mit Feuerschale aus nordischen Findlingen, Höhe 9 m | 1911                                     | erhalten | Hermann Schaedtler, Hannover (A)                                                                                      |
|                                               | Wegeleben Stadtpark                                                                                            | ST   | aufgerichteter Findling auf Findlingssockel mit Eisengussmedaillon und Inschrifttafel | 1907                                     | erhalten ohne Medaillon | |
|                                               | Weida Gymnasium, Clara-Zetkin-Straße                                                                           | TH   | Bronzebüste auf quadratischem Sockel aus Meißner Granit | 1906                                     | 1942 Büste demontiert, später Metallspende, Sockel nach 1945 abgerissen | Bruno Kruse, Berlin (BH)                                                                                              |
|                                               | Weimar Hotel, Erfurter Straße                                                                                  | TH   | Bismarck-Relief an der Hausfassade | um 1905                                  | nicht erhalten | |
|                                               | Weimar-Ettersberg Anhöhe Ettersberg, Südhang                                                                   | TH   | Runder Bismarck-Turm als Aussichtsturm aus Kalkstein, quadratischer Unterbau mit Gedächtnishalle und Bismarck-Wappen, Höhe 43 m | 1901                                     | am 11. Mai 1949 gesprengt wegen DDR-Mahn- und Gedenkstätte | Ernst Kriesche, Weimar (A)                                                                                            |
|                                               | Weimar-Ettersberg Parkplatz Buchenwald                                                                         | TH   | eingefasste Bismarck-Quelle mit Informationstafel aus Stein | 1932                                     | ruinös erhalten | |
|                                               | Weimar-Schöndorf Schulstraße 7, Hundeschule                                                                    | TH   | Widmungstafel in der Hausfassade und Bronzemedaillon, davor eine Dogge aus Kunststein | 1996                                     | erhalten | Lothar Rechtacek, Nordhausen (BH)                                                                                     |
|                                               | Weinböhla Anhöhe Wilhelm-Wießner-Straße                                                                        | SN   | Runder Bismarck-Turm als Aussichtsturm aus Ziegel- und Bruchstein-Mauerwerk, mit Säulen am Treppenaufgang, mit Sandsteinmedaillon und Bismarck-Wappen, Höhe 20 m | 1903                                     | 1956 in „Friedensturm“ umbenannt, Bismarck-Hinweise entfernt | Hermann Kannegießer, Weinböhla (A); Heinrich Fischer, Weinböhla (BH)                                                  |
|                                               | Weinheim Birkenautalstraße                                                                                     | BW   | Bronzebüste auf rundem Sockel aus Granit, Unterbau einem griechischen Kreuz ähnelnd aus Syenit, mit Inschrift | 1906                                     | Büste 1943 Metallspende, 1961 in einer Schrotthandlung wiederaufgefunden und 1965 auf neuem Sockel im Hagander-Park aufgestellt | Joseph W. Menges, München (BH)                                                                                        |
|                                               | Weissenberg Grünanlage Bernau                                                                                  | SN   | Findling, hochkant aufgestellt mit Bronzemedaillon, mit weiteren kleineren Findlingen ein Rondell bildend | 1897                                     | in den 1940er Jahren durch Hangrutsch verschüttet, instand gesetzt, Medaillon verschollen, nach 1950 mit Bronzetafel als Mahnmal gewidmet | |
|                                               | Weißenburg Anhöhe Rohrberg                                                                                     | BY   | Quadratische Bismarck-Säule als Aussichtsturm aus Dolomitstein und Kalkstein mit Reichsadler, Höhe 14,5 m | 1911                                     | erhalten, saniert | Wilhelm Kreis (A) (Typenentwurf „Götterdämmerung“)                                                                    |
|                                               | Weißenfels Anhöhe Klemmberg                                                                                    | ST   | Quadratische Bismarck-Säule als Aussichtsturm mit Reichsadler und Bismarck-Wappen, Höhe 21 m | 1907                                     | erhalten | Otto Meienberg sen., Weißenfels (A); Schlehan, Weissenfels (BH)                                                       |
|                                               | Wennigsen im Deister                                                                                           | NI   | Gedenkstein mit Inschrift vor einer Eiche | 1895                                     | erhalten | |
|                                               | Wermsdorf Oschatzer Straße 13                                                                                  | SN   | Gedenkstein in Form eines Obelisken mit Bronzemedaillon aus Postelwitzer Sandstein mit Inschrift, 1936 Umsetzung zur Kirche | 1900                                     | erhalten, zu DDR-Zeiten geschändet und nach 1989 saniert | Martini, Grimma (BH)                                                                                                  |
|                                               | Wernigerode Schmales Tal 2                                                                                     | ST   | Gedenkstein mit Inschriften und gepflanzten Bismarck-Eichen aus dem Sachsenwald | um 1900                                  | erhalten | |
|                                               | Wernigerode Salzbergchausee an der Pferdetränke                                                                | ST   | Gedenkstein mit Inschrift mit gepflanzter Bismarck-Ulme | 1890                                     | erhalten | |
|                                               | Wernigerode-Nöschenrode Anhöhe Harburgberg                                                                     | ST   | Bronzestandbild auf quadratischem Sockel mit Inschrift und Ziergitter | 1890                                     | 1955 durch die SED-Kreisleitung beseitigt | Heinrich Manger, Berlin (BH)                                                                                          |
|                                               | Wettin Anhöhe Salderberg                                                                                       | SN   | Quadratischer Bismarck-Turm als Aussichtsturm aus Porphyr und Sandstein, mit rundem Turmaufsatz, mit Inschrift und Sandsteintafel, Höhe 21,5 m | 1905                                     | erhalten, zu DDR-Zeiten „Friedensturm“, seit 1960 gesperrt, Wiedereinweihung 1992 | Albin Conrad, Leipzig (A)                                                                                             |
|                                               | Wetzlar Anhöhe Lahnberg                                                                                        | HE   | Runder Bismarck-Turm als Aussichtsturm aus Basalt und Kalkstein, mit Säulen am Treppenaufgang, mit Bismarck-Wappen, Höhe 18 m | 1901                                     | erhalten | |
|                                               | Wiehl Anhöhe Engelhardt                                                                                        | NW   | Sechseckiger Bismarck-Turm als Aussichtsturm aus Grauwacke, mit Bismarck-Wappen, Höhe 17 m | 1909                                     | erhalten | |
|                                               | Wiesbaden Anhöhe Bierstadter Höhe                                                                              | HE   | Quadratischer Aussichtsturm aus Kanthölzern, mit mehreren Zwischenpodesten, Höhe 50 m | 1910                                     | 1919 wegen Sicherheitsmängeln abgebrochen | |
|                                               | Wiesbaden Wilhelmplatz                                                                                         | HE   | Bronzestandbild auf mehreckigem Sockel aus rotem schwedischen Granit mit Nebenfiguren und Inschrift | 1898                                     | erhalten, 1966 umgesetzt in den Nerotal-Park | Ernst Herter, Berlin (BH)                                                                                             |
|                                               | Wilhelmshaven Stadtteil Heppens                                                                                | NI   | Bronzestandbild auf quadratischem Granitsockel, an den Ecken mit starken Säulen versetzt, mit Inschrift und Bismarck-Wappen, 1915 ergänzende Pflanzung einer Bismarck-Eiche                                                                                         | 1905                                     | Kriegsverlust; 2015 neu errichtet | Georg Meyer-Steglitz, Berlin (BH)                                                                                     |
|                                               | Wilsleben Kirchenhof                                                                                           | ST   | Gedenkstein mit Bronzemedaillon in einer Steingruppe | um 1900                                  | erhalten ohne Medaillon, pflegebedürftig | |
|                                               | Wilthen Anhöhe Mönchswalder Berge                                                                              | SN   | Bismarck-Gedenkstein aus Granit auf Natursteinsockel mit Bronzerelief und zwei Inschriften | um 1900                                  | erhalten ohne Medaillon | |
|                                               | Wittenberge Parkanlagen                                                                                        | BB   | Findling mit Inschrift und Bronzemedaillon | 1900                                     | erhalten ohne Medaillon, genannt „Ernst-Thälmann-Stein“ | |
|                                               | Wittmar an der Asse Anhöhe Lindenberg, Nordseite                                                               | NI   | Quadratische Bismarck-Säule als Aussichtsturm aus Muschelkalkstein mit Reichsadler und Bismarck-Wappen, Höhe 24 m | 1901                                     | erhalten, 1985–1987 saniert | Wilhelm Kreis (A) (Typenentwurf „Götterdämmerung“); Beyer, Braunschweig (BH)                                          |
|                                               | Wittmar an der Asse Assewirtschaft                                                                             | NI   | Gepflanzte Kaiser-Eiche mit dazu gehörenden vier Gedenksteinen (Kaiser Wilhelm, Moltke, Roon und Bismarck), 1900 umgesetzt wegen Bahnbau nach dem Asseweg | 1887                                     | erhalten | |
|                                               | Wolfenbüttel Anhöhe Rosenberg                                                                                  | NI   | Denkmal in Form einer Grotte mit Bronzemedaillon und Inschriften, mittig gepflanzte Bismarck-Eiche | 1895                                     | nicht erhalten | |
|                                               | Wolgast Stadtmitte                                                                                             | MV   | großer Findling mit der Inschrift Siebenmeilenstein, umgeben von kleineren Findlingen | 1897                                     | nicht erhalten | |
|                                               | Worms Grünanlage Rheintorplatz                                                                                 | RP   | Bronzebüste auf rundem Sockel aus Muschelkalkstein | 1890                                     | Büste befindet sich im Museum Worms | Johann Hirt, Worms (BH)                                                                                               |
|                                               | Wöhrden | SH   | |                                          | erhalten | |
|                                               | Wriezen Stadtverwaltung                                                                                        | BB   | Gedenkstein mit Inschrift und kleiner schwarzer Informationstafel | 1895                                     | erhalten | |
|                                               | Wuppertal-Barmen-Elberfeld Anhöhe Hardt                                                                        | NW   | Quadratische Bismarck-Säule als Aussichtsturm aus Sandstein mit Reichsadler und Bismarck-Wappen, Höhe 22 m | 1907                                     | erhalten | Wilhelm Kreis (A) (Typenentwurf „Götterdämmerung“)                                                                    |
|                                               | Wuppertal-Barmen Altes Rathaus in Barmen                                                                       | NW   | Bronzestandbild auf quadratischem Granitsockel mit Sockelfigur | 1900                                     | erhalten, 1938 zur Barmer Ruhmeshalle auf den Geschwister-Scholl-Platz umgesetzt | Hugo Lederer, Berlin (BH)                                                                                             |
|                                               | Wuppertal-Elberfeld Schlossplatz in Elberfeld                                                                  | NW   | Bronzestandbild auf quadratischem Sockel aus rotem Granit, Sockelseiten mit Bronzeelementen geschmückt | 1898                                     | Metallspende, Sockel nach 1945 entfernt | Ludwig Brunow, Berlin (BH)                                                                                            |
|                                               | Würzburg Anhöhe Steinberg                                                                                      | BY   | Quadratische Bismarck-Säule als Aussichtsturm aus Muschelkalkstein mit Reichsadler und Bismarck-Wappen, Höhe 15 m | 1907                                     | erhalten | Wilhelm Kreis (A) (Typenentwurf „Götterdämmerung“); Arthur Schlegelmüning, Würzburg (BH); Carl Mersch, Elberfeld (BH) |
|                                               | Wurzen Wachtelberganhöhe                                                                                       | SN   | Quadratische Bismarck-Säule als Aussichtsturm mit rundem Turmabschluss, säulenförmige Ecken, aus Sandstein und Quarzporphyr, um 1978 neuer Turmaufbau mit Überdachung, Höhe 19,5 m                                                                                  | 1909                                     | erhalten als „Wachtelbergturm“ | Wilhelm Kreis (A) (Typenentwurf „Götterdämmerung“)                                                                    |
|                                               | Wurzen Stadtpark                                                                                               | BB   | Gedenkstein auf einem Sandsteinsockel mit rechteckiger Bronzeplatte und Inschrift und Bismarck-Relief mit gepflanzter Bismarck-Eiche | 1890                                     | Kriegsverlust | |
| X                                             | |      | |                                          | | |
| Y                                             | |      | |                                          | | |
| Z                                             | |      | |                                          | | |
|                                               | Zehdenick-Klein-Mutz Hoher Timpberg                                                                            | BB   | Quadratische Bismarck-Säule als Aussichtsturm aus Granitfindlingen, im Untergeschoss eine Gedächtnishalle mit Reichsadler und Bismarck-Wappen, Höhe 14 m | 1900                                     | erhalten | Wilhelm Kreis (A) (Typenentwurf „Götterdämmerung“)                                                                    |
|                                               | Zeitz Wasservorstadt                                                                                           | ST   | Quadratischer Straßenkandelaber, zweiarmig mit Bronzemedaillon und Bronzewappen | 1910                                     | Kriegsverlust | |
|                                               | Zittau Klieneberger Platz                                                                                      | SN   | Bronzestandbild auf rundem abgestuftem Sockel aus verschiedenfarbigem Granit auf quadratischen Unterbau, mit Inschrift | 1900                                     | Kriegsverlust, durch VVN-Denkmal ersetzt | Heinrich Tscharmann, Leipzig (A); Gottfried Hüttig, Berlin (BH)                                                       |
|                                               | Zossen Stadtpark am Schützenhaus                                                                               | BB   | Gedenkstein auf einem aufgeschütteten Hügel, Findling von kleineren Steinen umgeben. mit Bronzerelief und Inschrift | 1897                                     | erhalten, Medaillon verschollen, 2015 erneuert | Albert Manthe, Berlin, und W. Rogge, Zossen (BH)                                                                      |
|                                               | Zschopau Lehrerseminar                                                                                         | SN   | Gedenkstein in Form eines dreistufigen Obelisken aus Granit mit Bronzemedaillon und Bronzewappen | 1897                                     | nach 1949 entfernt | Rudolf Hölbe, Dresden (BH)                                                                                            |
|                                               | Zuchau Dorfplatz                                                                                               | ST   | Gedenkstein, auch Bauerstein genannt, mit Bronzemedaillon und Inschrifttafel | 1899                                     | erhalten, zu DDR-Zeiten als Friedensstein mit Betonanbauteilen umgewandelt, nun wieder Bismarck-Gedenkstein mit neuen Medaillon aus rotem Granit | |
|                                               | Zweibrücken Herzogplatz, Rathaus                                                                               | RP   | Bronzestandbild auf quadratischem Sockel aus schwedischem Granit mit Inschrift | 1896                                     | um 1945 wegen Luftangriffen abgebaut und um 1950 wieder aufgestellt auf neuen Standort Goetheplatz | Wilhelm Albermann, Köln (BH)                                                                                          |
|                                               | Zwickau Anhöhe Windberg                                                                                        | SN   | Quadratische Bismarck-Säule als Feuerturm aus Granit mit Bismarck-Wappen, Höhe 13 m | 1900                                     | 1964 entfernt | |
|                                               | Zwickau Unterhalb Anhöhe Windberg                                                                              | SN   | Gedenkstein aus rotem Granit mit Inschrift | um 1906                                  | erhalten | |
|                                               | Zwickau Schumannplatz                                                                                          | SN   | Bronzestandbild auf quadratischem Sockel aus Granit mit einer gewölbten Nische mit Bronzetafel und Bismarck-Wappen | 1898                                     | 1943 Metallspende | Josef Drischler, Berlin (BH)                                                                                          |
|                                               | Zwickau Moritzgrabenweg, Gaststätte                                                                            | SN   | Bismarckmedaillon im Straßengiebel angebracht | 1898                                     | Kriegsverlust | |